# Nicolae Ceaușescu
Nicolae Ceaușescu (n. 26 ianuarie 1918, Scornicești, România – d. 25 decembrie 1989, Târgoviște, România) a fost un dictator român, secretar general al Partidului Comunist Român, șeful de stat al Republicii Socialiste România din 1967 până la căderea regimului comunist, survenită în 22 decembrie 1989.
La 22 decembrie 1989, printr-un decret al CFSN  semnat de Ion Iliescu (1930–2025), a fost constituit Tribunalul Militar Excepțional. La 25 decembrie 1989, soții Nicolae și Elena Ceaușescu au fost judecați de acest tribunal în cadrul unui proces sumar, condamnați la moarte și executați la câteva minute după pronunțarea sentinței.

## Copilăria și adolescența

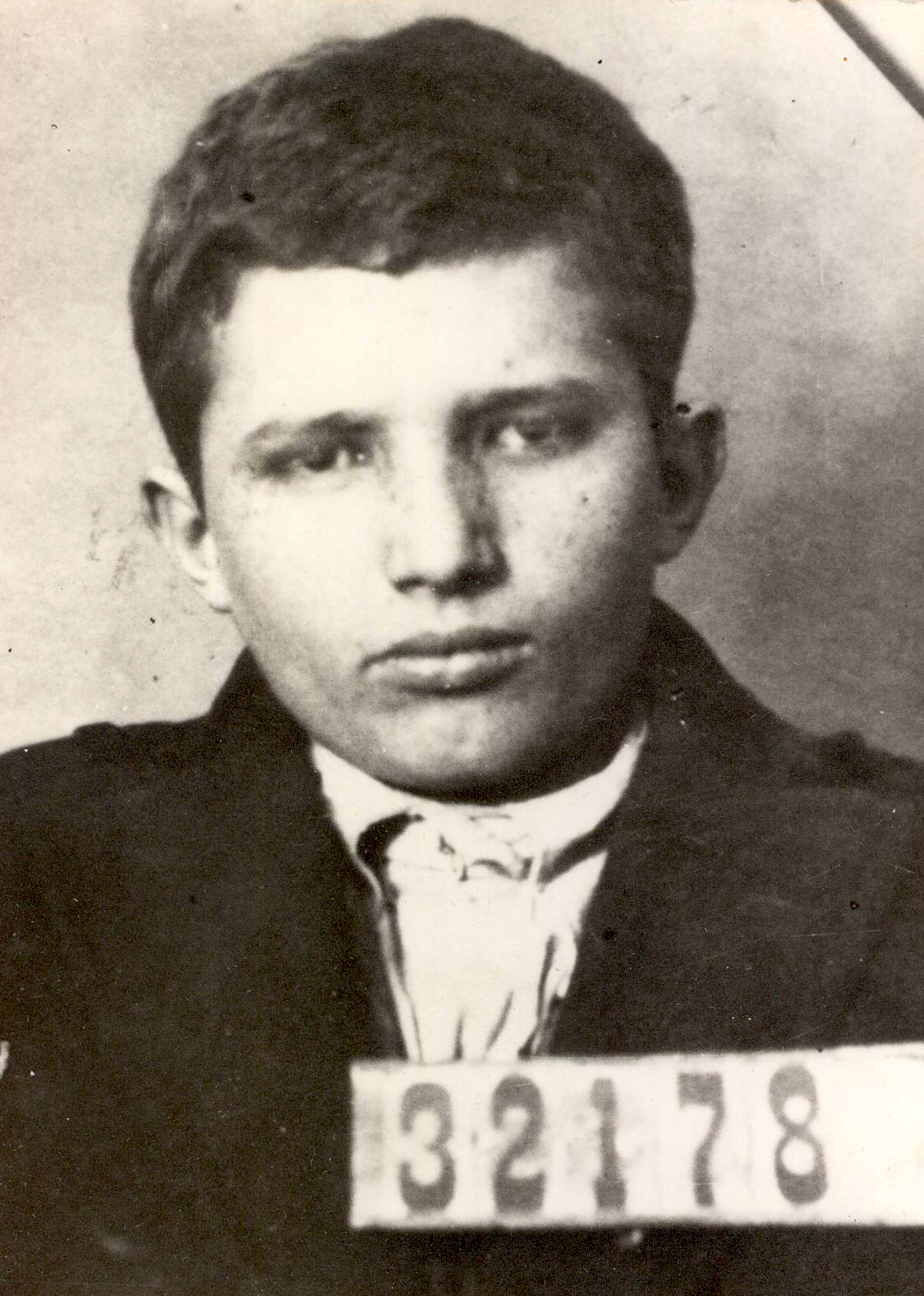
Ceaușescu, la vârsta de 15 ani, deținut la Doftana, 1933

În timpul dictaturii lui Nicolae Ceaușescu ziua sa de naștere era sărbătorită pe 26 ianuarie. În perioada postdecembristă a fost prezentat Registrul stării civile care dovedește că Ceaușescu s-a născut în ziua de 23 ianuarie 1918. Din Revista muzeelor și monumentelor reiese că actul de naștere eliberat de primăria localității se găsea la muzeul din Scornicești încă dinainte de 1989, astfel încât prezentarea din perioada postdecembristă nu este o noutate. Data de 26 ianuarie 1918 apare și într-un referat întocmit în perioada interbelică. Familia Ceaușescu a fost o familie de țărani cu 10 copii. Tatăl său, Andruță, avea 3 hectare de pământ, câteva oi și își mai susținea familia din croitorie. „Nu se interesa de copiii lui; fura, bea, sărea la bătaie și înjura...”, spunea despre el bătrânul preot din Scornicești. Mama lui, Alexandrina (născută Lixandra), era o femeie supusă și muncitoare. Casa lor avea două camere, iar mâncarea de bază era mămăliga. Nicolae a făcut patru clase la școala din sat, în care învățătorul preda într-o sală cursuri simultane pentru elevii mai multor clase. Micul Ceaușescu nu a avut cărți și adesea mergea la școală desculț. Nu avea prieteni, era nervos și imprevizibil. La vârsta de 11 ani, după absolvirea școlii primare, Ceaușescu a plecat la București, unde s-a angajat ca ucenic de cizmar. Alexandru Săndulescu, membru activ al PCR, și-a inițiat ucenicul în misiuni conspirative.

## Activitate politică timpurie

### Perioada ilegalistă
În noiembrie 1933 a devenit membru al Uniunii Tineretului Comunist din România, formațiune politică aflată în ilegalitate la acea vreme. A fost arestat prima oară în 1933 pentru agitație comunistă în timpul unei greve. În 1934 a fost atras în Comitetul raional din Negru unde a lucrat până în august când a fost desemnat să muncească în mișcarea antifascistă. A făcut parte din Comitetul Național antifascist și în Comitetul Central al tineretului antifascist. Au urmat încă trei arestări – pentru colectare de semnături în sprijinul eliberării unor muncitori feroviari acuzați de activitate comunistă și pentru alte acțiuni similare, dar a fost pus imediat în libertate. În urma acestor arestări, a fost etichetat de autoritățile vremii drept „agitator comunist periculos”, precum și „distribuitor activ de material de propagandă comunistă și antifascistă”.
După eliberarea din arest, Ceaușescu a dispărut pentru o vreme, el povestind în autobiografia sa de după război că a activat în rețelele comuniste din Oltenița și „regionala Prahova” (ceea ce în organizarea interbelică a PCdR însemna județele Prahova și Dâmbovița).

#### Procesul de la Brașov și detenția la Doftana
Cert este că în 1936 Ceaușescu era secretar regional al UTC și încerca, împreună cu agitatorul polonez Vladislav (sau Vladimir) Tarnovski, să coaguleze celulele comuniste. În ianuarie 1936 cei doi au vizitat celula comunistă constituită în comuna Ulmi de lângă Târgoviște, încercând să-i atragă pe membrii ei cu funcții mai înalte în ierarhia comunistă. Întâlnirea a fost deconspirată de un informator al Siguranței, Ion Olteanu, iar Ceaușescu a fost din nou arestat împreună cu Tarnovski, Gheorghe Dumitrache (organizatorul celulei) și alți comuniști. În cursul anchetei și interogatoriilor separate, Ceaușescu a rămas singurul care a refuzat să recunoască, împotriva tuturor evidențelor, activitatea subversivă. La sfârșitul lunii grupul a fost transferat la Palatul de Justiție din Brașov, unde a fost judecat. În perioada judecării procesului a fost încadrat în PCdR. Ceaușescu a fost condamnat la doi ani și jumătate de închisoare (doi ani pentru acțiunile propriu-zise și șase luni pentru ultraj în urma protestelor vehemente la adresa curții). El și Tarnovski au primit cele mai mari pedepse din lotul de 13 activiști comuniști condamnați. Transferat ulterior la Închisoarea Doftana, Ceaușescu i-a întâlnit pe Vasile Luca, Alexandru Moghioroș și apoi pe Gheorghe Gheorghiu-Dej, Chivu Stoica și Gheorghe Apostol. Propaganda comunistă avea să creeze multiple legende romanțate în jurul detenției la Doftana.

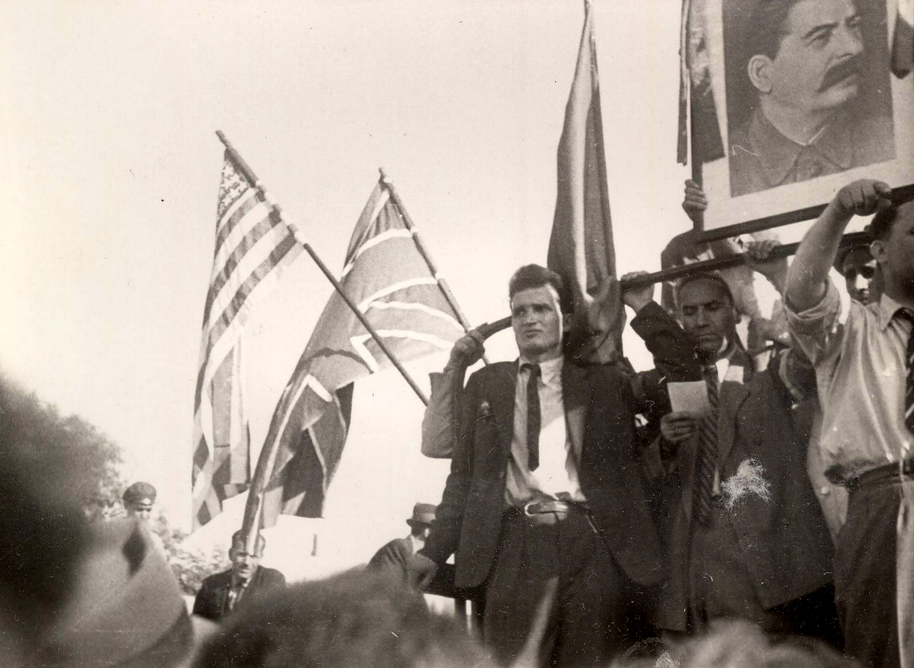
Ceaușescu și alți comuniști la o ședință publică la Colentina, salutând Armata Roșie la intrarea în București, 30 august 1944

Eliberat la termen în 1938, Ceaușescu a rămas în libertate doar doi ani, întrucât în 1939 a fost condamnat în lipsă la 3 ani de închisoare pentru continuarea propagandei comuniste, fiind din nou arestat în 1940. În această scurtă perioadă de libertate, a cunoscut-o pe Elena Petrescu, activistă comunistă din București. Încarcerat la închisoarea din Jilava, Ceaușescu a continuat întâlnirile cu Elena, profitând de permisiunea primită din partea conducerii penitenciarului de a primi tratament stomatologic la Spitalul Militar. Transferat în 1942 la Caransebeș și în 1943 la Văcărești, la terminarea detenției în 1943 nu a fost eliberat, în condițiile în care generalul Antonescu se ferea să elibereze activiști comuniști ce i-ar fi subminat regimul, ci a fost transferat în lagărul de la Târgu Jiu, unde erau aduși comuniștii. A fost eliberat pe 4 august 1944.

### Perioada postbelică
După cel de-al doilea război mondial, în timp ce controlul sovietic asupra României devenea tot mai pronunțat, Ceaușescu a fost numit secretar al Uniunii Tineretului Comunist – UTC – (1944–1945). În 1946 a fost ales deputat din partea Blocului Partidelor Democratice, ocupând locul 2 pe lista acestuia din circumscripția Slatina, după Eduard Mirto.

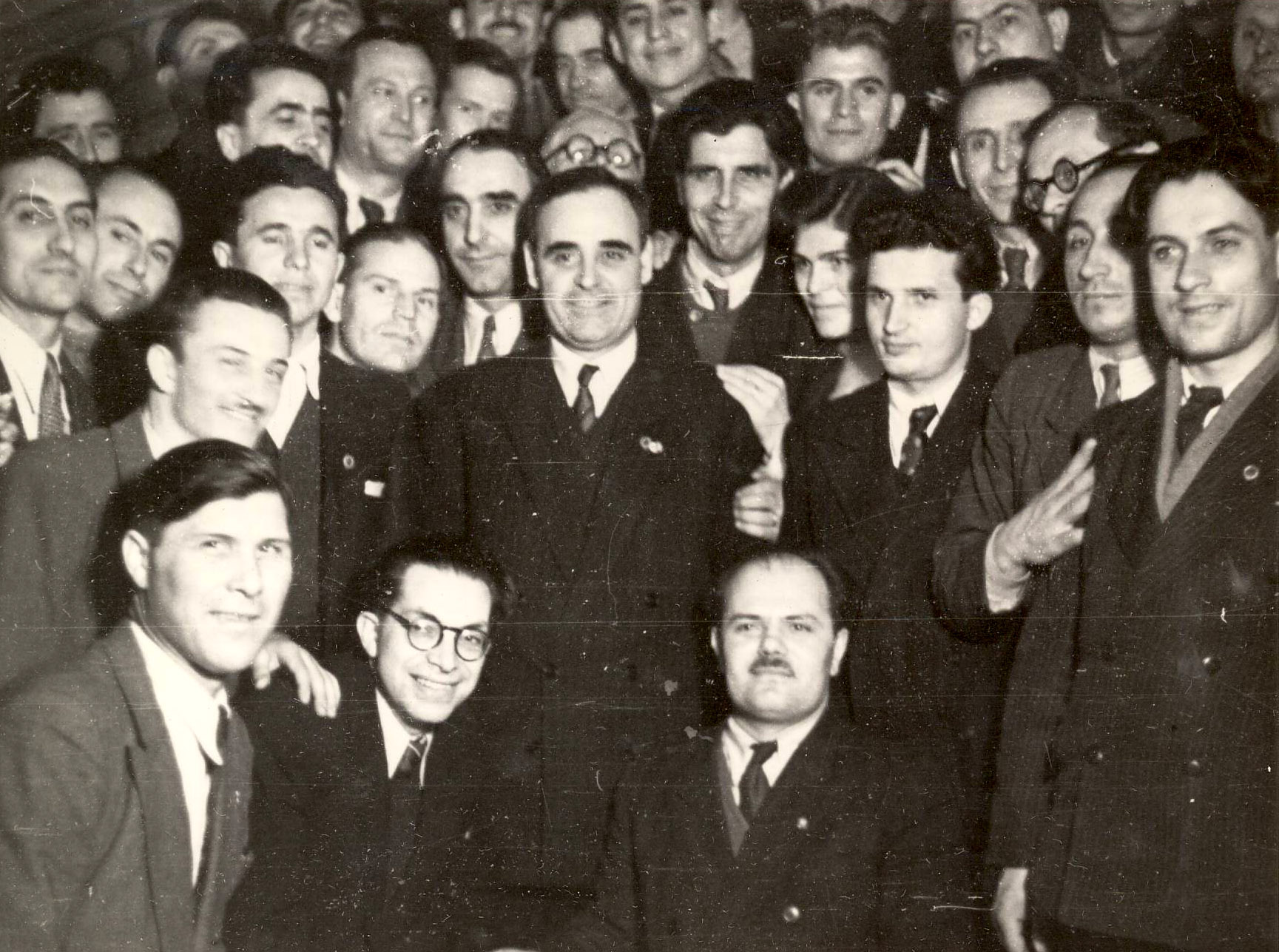
Gheorghiu-Dej, Ceaușescu și delegații în februarie 1948

După preluarea puterii de către Partidul Comunist Român, în urma abdicării regelui Mihai I, pe 30 decembrie 1947 a fost proclamată Republica Populară Română și în februarie 1948 a avut loc primul congres al PMR. Ulterior, pe 13 mai 1948, Nicolae Ceaușescu a fost numit subsecretar de stat în ministerul Agriculturii, în Guvernul Petru Groza (4), iar pe 18 martie 1950, generalul-maior Ceaușescu a fost numit ministru adjunct la Ministerul Apărării Naționale și Șef al Direcției Superioare Politice a Armatei. Nicolae Ceaușescu a devenit general-maior în ianuarie 1950, deși nu făcuse armata, și a fost înaintat pe 2 octombrie 1952 la gradul de general-locotenent (cu două stele).

#### Ceaușescu în timpul procesului de colectivizare
În funcția de subsecretar de stat în ministerul Agriculturii a activat direct la cooperativizarea forțată a agriculturii și a ordonat reprimarea sau arestarea țăranilor care se împotriveau cooperativizării. În 1952, devine membru al Comitetului Central (CC) al Partidului Muncitoresc Român (PMR), la doar câteva luni după eliminarea „facțiunii moscovite” (condusă de Ana Pauker) din conducerea partidului. În 1954, Ceaușescu devine membru deplin al Biroului Politic al PMR, responsabil cu problemele de cadre, iar ulterior ajunge să ocupe poziția numărul doi în ierarhia PMR.
În toamna anului 1956, aflându-se la Cluj, Ceaușescu a avut un rol important în reprimarea mișcărilor de simpatie față de revoluția ungară.
Pe 4 decembrie 1957, având gradul de general-locotenent de armată (fiind șeful Direcției Superioare Politice a Armatei și adjunct al Ministrului Forțelor Armate), Ceaușescu a condus unitățile militare care au înăbușit răscoala țăranilor din Vadu Roșca (jud. Vrancea) care se împotriveau colectivizării forțate. Flancat de două tancuri, Ceaușescu ordonă personal deschiderea focului de pe mitralierele aflate în camioanele care însoțeau tancurile. 9 țărani sunt uciși de gloanțe (Aurel Dimofte, Ionuț Cristea, Ion Arcan, Dumitru Crăciun, Toader Crăciun, Stroie Crăciun, Dumitru Marin, Marin Mihai, Dana Radu) și alți 48 sunt răniți.
18 țărani au fost întemnițați pentru „rebeliune” și „uneltire contra ordinii sociale”, petrecând între 15–25 de ani de închisoare la Gherla și Aiud.
După datele PMR-ului, între 1949–1952 au avut loc peste 80.000 de arestări de țărani, dintre care 30.000 finalizate cu sentințe de închisoare.

## Conducerea României (1965—1989)

### Politica externă

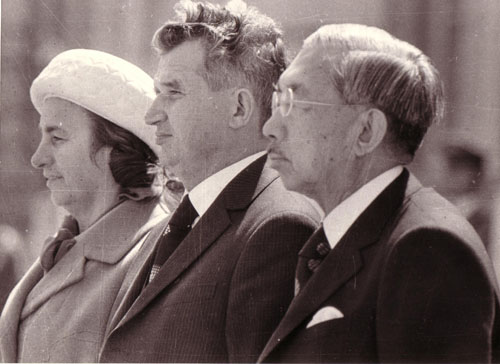
Ceaușescu și soția sa cu împăratul Hirohito în timpul unei vizite în Tokyo, 1975

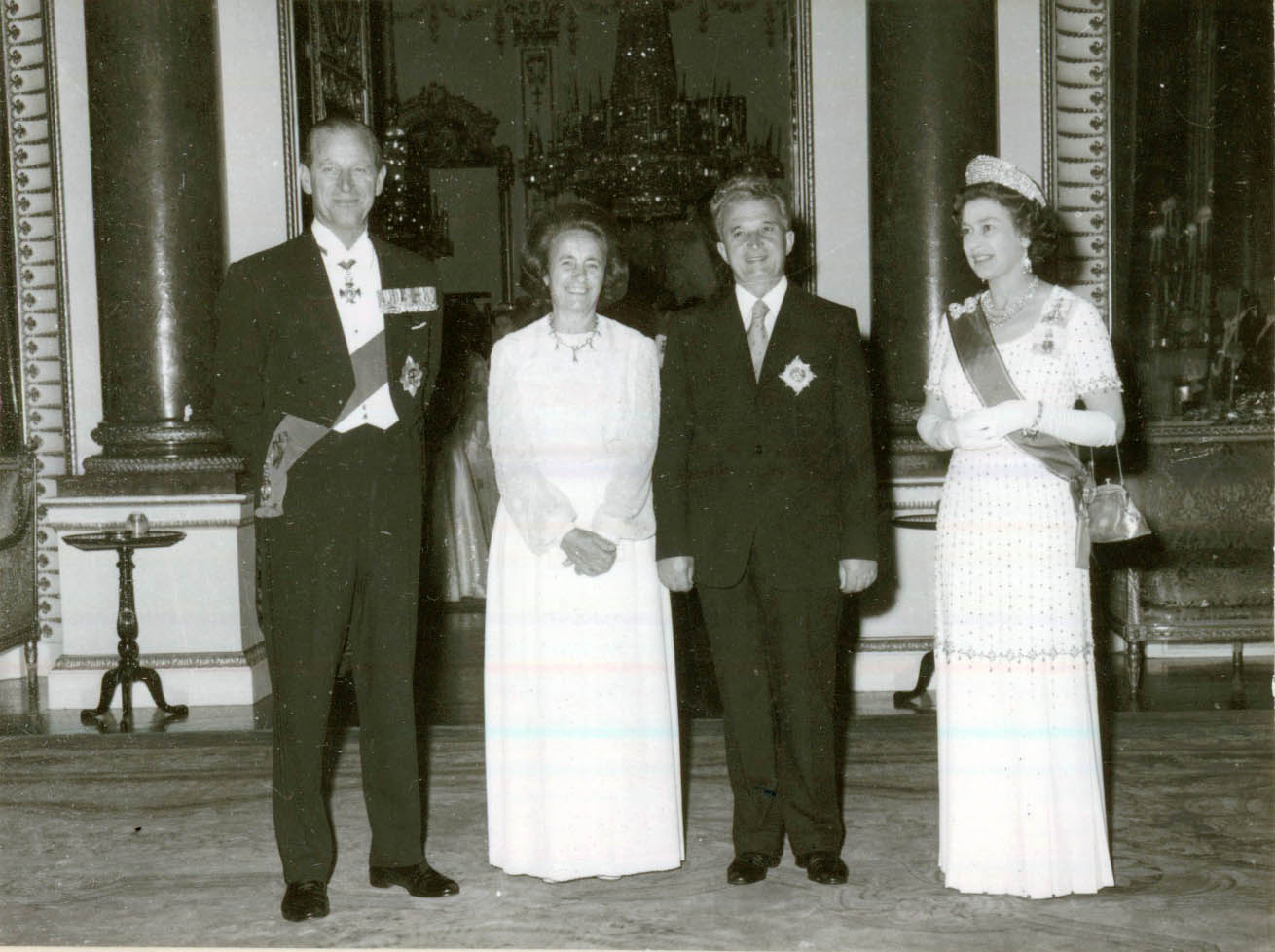
Cuplul prezidențial român este primit de către Elisabeta a II-a la Palatul Buckingham. iunie 1978

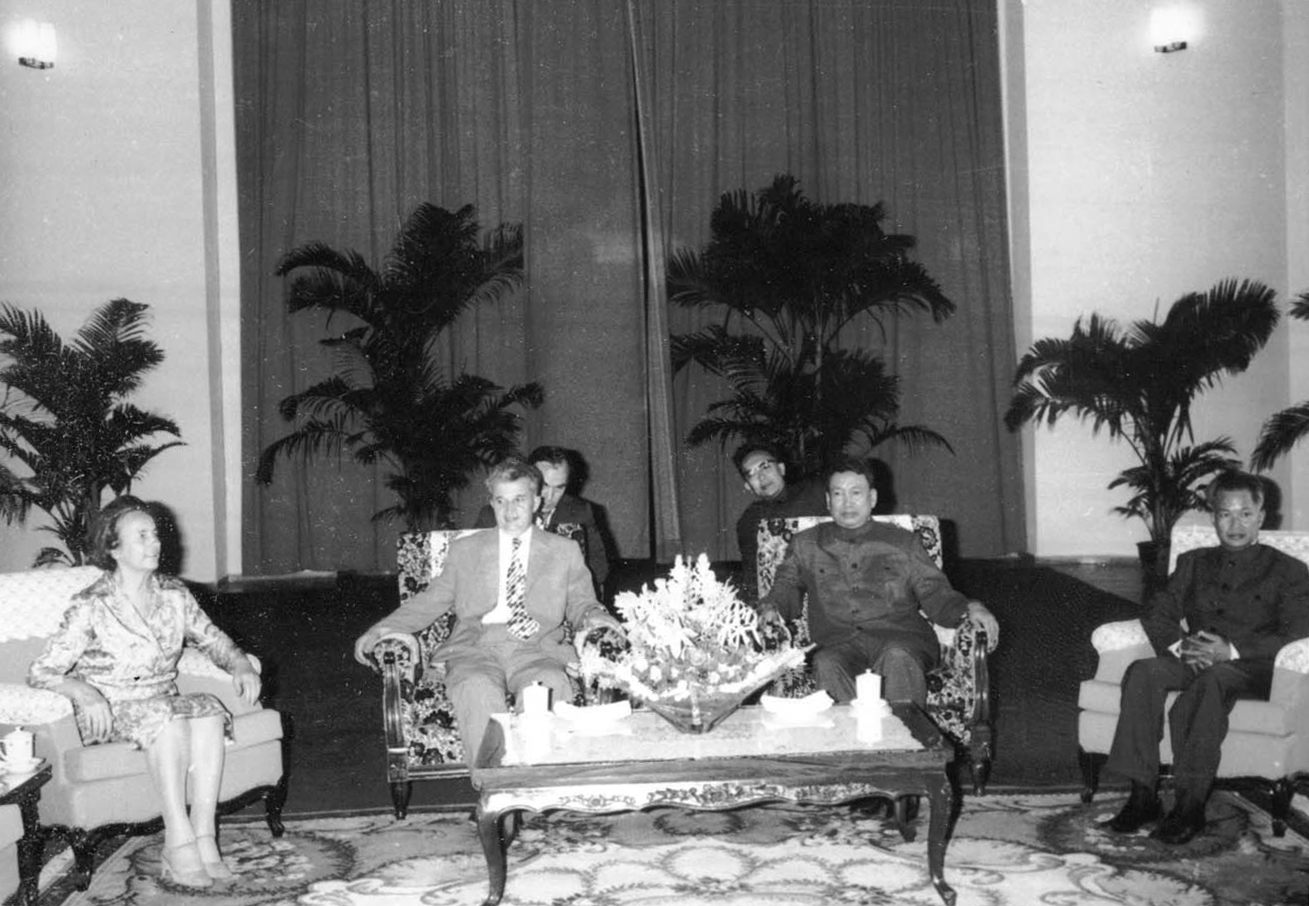
Ceaușescu cu Pol Pot, 1978

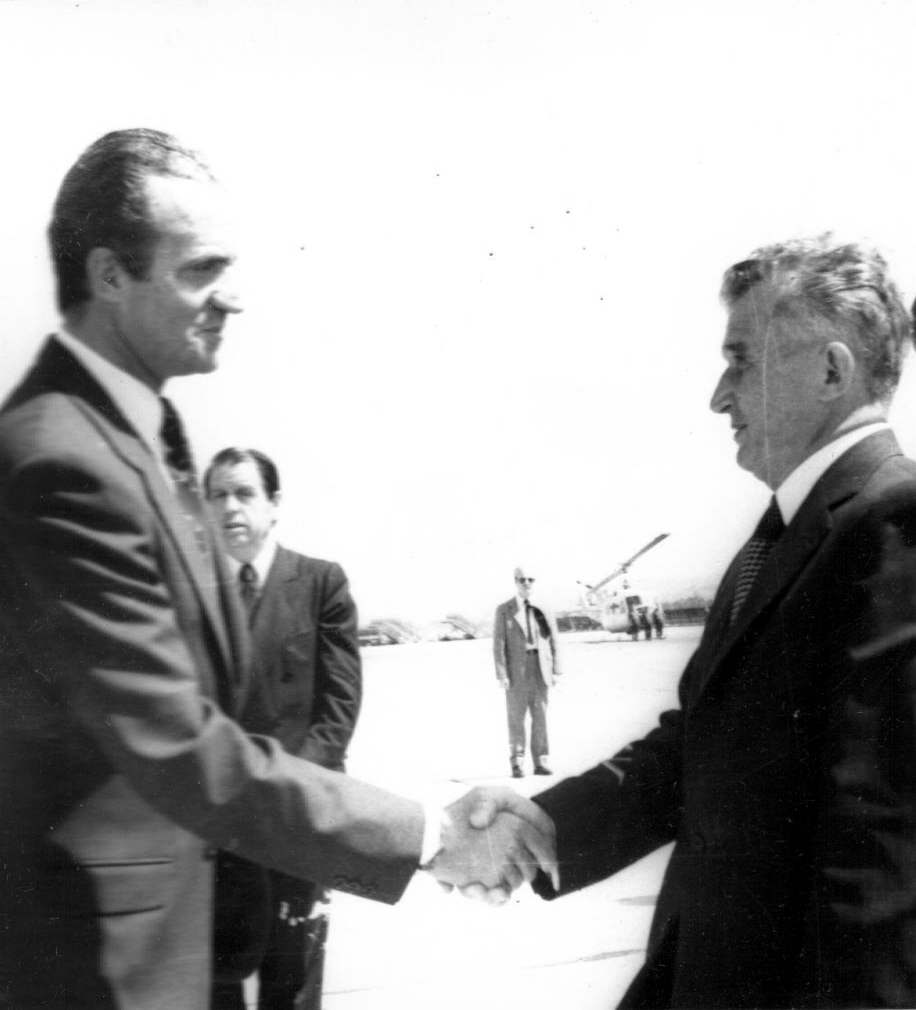
Ceaușescu este întâmpinat de regele Juan Carlos I al Spaniei în Madrid, 1979

#### Relația cu Pactul de la Varșovia
În primii ani de regim, Ceaușescu s-a îndepărtat de linia de obedientă față de Moscova a predecesorilor săi. Astfel, la puțini ani după preluarea puterii, Ceaușescu nu doar că a refuzat să participe la intervenția trupelor Pactului de la Varșovia în Cehoslovacia din 1968, ci chiar a condamnat-o explicit într-un discurs public, ținut pe 21 august 1968. Prin discursul său, Ceaușescu a indus teamă, devenind astfel un adevărat erou. Teama a fost exprimată de o frază rostită în fața a 100.000 de oameni: „se vor găsi mâine unii care să spună că și aici, în această adunare, se manifestă tendințe contrarevoluționare”.
La începutul carierei sale ca șef al statului, Ceaușescu s-a bucurat de o oarecare popularitate, adoptând un curs politic independent față de Uniunea Sovietică. În anii 1960 Ceaușescu a pus capăt participării active a României în Pactul de la Varșovia, deși formal țara va continua să facă parte din această organizație până la dizolvarea acesteia (1 iulie 1991). Pactul de la Varșovia și NATO au fost părți în Războiul rece pentru mai mult de 35 de ani. Pe 20 august 1968, Cehoslovacia a fost invadată de către trupele Pactului de la Varșovia, cu excepția României și Iugoslaviei. Prin refuzul său de a permite armatei române să ia parte la invazia Cehoslovaciei alături de trupe ale țărilor membre ale Tratatului de la Varșovia și o atitudine de condamnare publică activă a acestui act, Ceaușescu reușește pentru o vreme să atragă atât simpatia compatrioților săi, cât și pe cea a lumii occidentale.

#### Relația cu Statele Unite
În timpul administrației Nixon, Statele Unite au manifestat o oarecare deschidere față de România, pe fondul răcirii relațiilor dintre România și URSS după invazia Cehoslovaciei de către URSS din 1968, invazie intens criticată de președintele român. Nixon a vizitat România pe 2 august 1969, iar în urma discuțiilor purtate cu președintele român, Nixon și-a făcut impresia că „Ceaușescu este un marxist stalinist dur, iar discuțiile cu el exclud platitudinile uzuale diplomatice”.

Vizita președintelui Nixon în România a făcut parte din turneul mondial al președintelui american început în luna iunie în Guam, în care a făcut cunoscute principiile a ceea ce avea să fie denumită ulterior „Doctrina Nixon”. Ea a reprezentat prima vizită a unui președinte american într-o țară comunistă, fapt care a provocat reacții ostile, atât din partea Uniunii Sovietice cât și a Taiwanului, pe atunci deținând locul Chinei în Consiliul de Securitate al ONU. Astfel Moscova a trimis un avertisment clar României prin intermediul ministrului de externe Andrei Gromîko, care a precizat că „Doctrina Brejnev” era valabilă pentru toți membrii Tratatului de la Varșovia și că acesta „nu va permite niciodată să se aducă atingere securității statelor semnatare și cuceririlor socialismului din aceste țări”, accentuând explicit calitatea de membru a României. La rândul lor, naționaliștii chinezi ai lui Cian Kai-și i-au chestionat pe oficialii americani dacă „vizita președintelui Nixon în România va avea implicații pentru relațiile SUA cu China comunistă și dacă SUA doreau ca România să intermedieze îmbunătățirea contactelor lor cu Pekinul”.

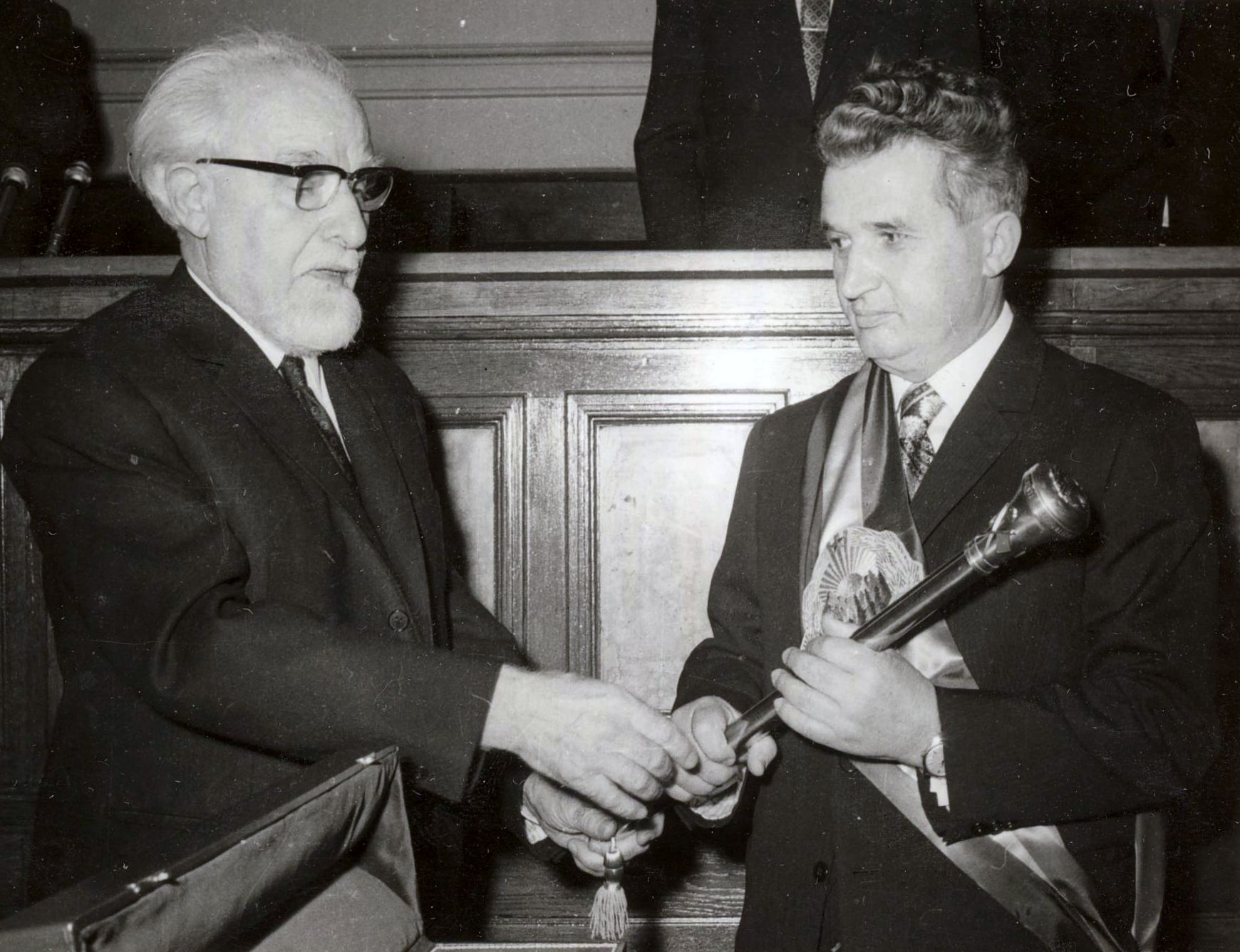
Ștefan Voitec înmânându-i lui Ceaușescu sceptrul prezidențial, 1974

Pe parcursul vizitei Nixon i-a solicitat lui Ceaușescu ca România să joace un rol de mediator între România și China. După vizită, oficialitățile americane apreciau că la acel moment „suntem pe cale să dezvoltăm o relație specială cu România”. Faptul că Statele Unite ale Americii considerau relația cu România ca utilă din punct de vedere politic, „ca un ghimpe în coasta Uniunii Sovietice”, avea să ducă la o dezvoltare a sa pe perioada mandatelor președintelui Nixon. Astfel, Ceaușescu a efectuat o vizită de răspuns în SUA, în octombrie 1970. A urmat acordarea de către partea americană a unei serii de favoruri economice, culminând cu acordarea „clauzei națiunii celei mai favorizate”. Totodată, SUA a sprijinit intrarea României într-o serie de organisme internaționale cum ar fi Acordul General pentru Tarife și Comerț – G.A.T.T., în 1971, sau Fondul Monetar Internațional și Banca Internațională pentru Reconstrucție și Dezvoltare, în 1972”.
În contextul relațiilor tensionate dintre România și Uniunea Sovietică și al deschiderii administrației Nixon față de România în acea perioadă, Ceaușescu dorea să cumpere din SUA rachete antiaeriene și antitanc (Stinger, Redeye și TOW). Pe fondul deschiderii SUA inițiate de administrația Nixon, Ceaușescu a făcut o vizită în Statele Unite în anul 1973, iar România comunistă a obținut, în 1975, clauza națiunii celei mai favorizate, printr-o serie de concesii făcute Washingtonului, inclusiv acceptul de a aproba plecarea evreilor din România și stabilirea definitivă în străinătate, în Israel sau Statele Unite ale Americii.

#### Relația cu Vaticanul
În data de 26 mai 1973, în cursul unei vizite oficiale în Italia, Ceaușescu a fost primit în audiență particulară de către papa Paul al VI-lea, ocazie cu care Ceaușescu a afirmat cu privire la chestiunea Bisericii Române Unite, interzisă cu 25 de ani în urmă, că o socotește închisă pentru totdeauna, care pentru autoritățile române nu există. Anterior ambasadorul Cornel Burtică s-a întâlnit de mai multe ori cu Agostino Casaroli, ministrul de externe al Vaticanului, ocazii cu care cei doi au ajuns la un acord în acest sensul reglementării situației Bisericii Române Unite. Nicolae Ceaușescu s-a arătat dispus la o ameliorare a relațiilor dintre România și Sfântul Scaun doar cu condiția „totalei abandonări de către Vatican a problemei fostului cult greco-catolic”, fapt neacceptat de Vatican.

#### Politica internă și politica economică
La trei zile de la moartea lui Gheorghiu-Dej, în martie 1965, Ceaușescu preia funcția de secretar general al Partidului Muncitoresc Român (acesta era numele Partidului Comunist Român la acea vreme, după asimilarea forțată, în 1948, a unei aripi a Partidului Social Democrat). Una dintre primele acțiuni ale lui Ceaușescu, odată ajuns la putere, a fost redenumirea Partidului Muncitoresc Român în Partidul Comunist Român. În același timp, el afirmă că România a devenit o țară socialistă și decide schimbarea numelui oficial al țării din Republica Populară Română (R.P.R.) în Republica Socialistă România (R.S.R.). Grupul „baronilor” (Maurer, Bodnăraș, Stoica), Ion Gheorghe Maurer în primul rând, nu a socotit ascensiunea lui Ceaușescu drept periculoasă și a permis încălcarea articolului 13 din statutul abia adoptat la congresul al IX-lea al PCR, care interzisese cumulul de funcții și a îngăduit secretarului general al PCR (ambele denumiri au fost adoptate la numitul congres) să ocupe, în 1967, funcția de președinte al Consiliului de Stat. Ceaușescu a lărgit continuu atribuțiile Consiliului de Stat, subordonând atât Consiliul Economic, creat în 1967 cât și pe cel al apărării, creat în 1968. Pe nesimțite Consiliul de Stat s-a transformat dintr-un organ onorific într-unul de conducere efectivă, dublând sau preluând din atribuțiile guvernului condus de Maurer. Pe de altă parte, în 1969, la congresul al X-lea, două treimi din membrii Prezidiului Permanent fuseseră promovați după 1965 prin grija lui Ceaușescu. Preluarea puterii era acum desăvârșită.
A existat o dispută între Ceaușescu și Maurer asupra căilor de dezvoltare a societății românești. Disputa, despre care se știe încă foarte puțin, avea în centru problema ritmului de industrializare pe care Ceaușescu îl dorea accelerat, cu un accent și mai sporit pe industria grea și pe care primul-ministru Maurer l-ar fi vrut mai măsurat, fără neglijarea industriei bunurilor de consum, în acord cu resursele interne, umane, naturale și tehnologice ale țării. Maurer a pierdut această dispută. La numai câteva luni de la plenara din noiembrie 1971, care-și însușise pe deplin tezele din iulie 1971, lansate de Ceaușescu la întoarcerea din China, Maurer cu linia sa economică, de orientare relativ liberală, era criticat indirect dar public de secretarul general. El este acuzat de neîncredere în politica partidului și de defetism economic. Maurer a fost îndepărtat în martie 1974 după alegerea lui Ceaușescu în funcția de președinte. Prim-ministru devine Manea Mănescu. La congresul al XI-lea din noiembrie 1974 Maurer își pierde și locul în Comitetul Central.

Pe de altă parte în aprilie 1972 Ceaușescu anunță că rotirea cadrelor va deveni un principiu de bază al partidului și promisiunea devine realitate: demnitarii statului și activiștii de toate gradele sunt schimbați periodic, în funcție de bunul plac al secretarului general, împiedicând astfel formarea unei baze proprii de putere. În iunie 1973 intră în Comitetul Executiv și Elena Ceaușescu, care avea să devină o a doua putere în stat.

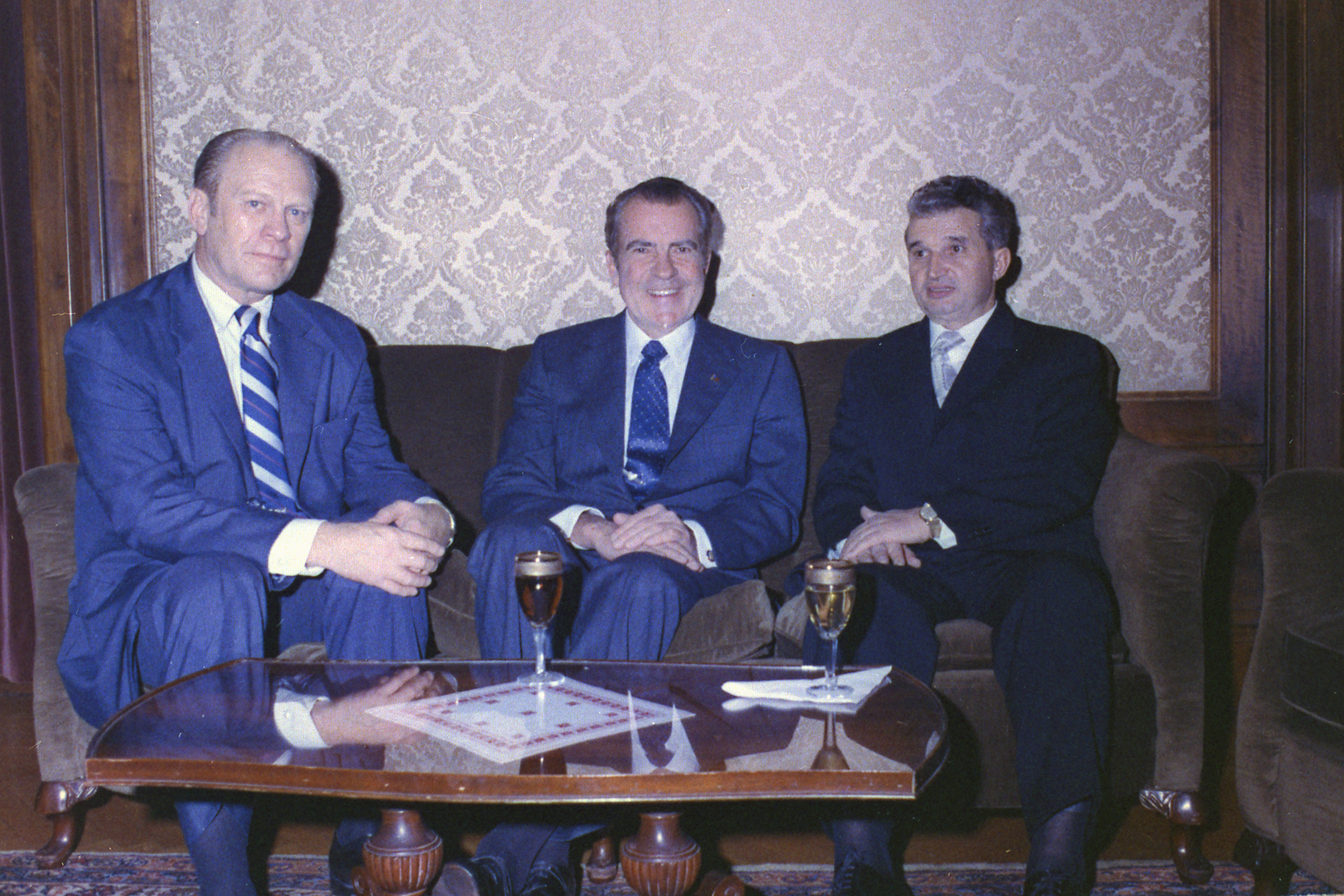
Întâlnirea președintelui american Richard Nixon și vicepreședintelui Gerald Ford cu Ceaușescu, 1973

Pe 28 martie 1974 Marea Adunare Națională a instituit funcția de președinte al Republicii Socialiste România, iar Nicolae Ceaușescu a fost ales în unanimitate și devine astfel primul președinte al României. Prin politica sa externă, condusă cu abilitate, a încercat să se elibereze de dominația sovietică, atrăgând simpatia și aprecierile unor mari lideri politici ca Charles de Gaulle și Richard Nixon. În realitate, singurul scop era consolidarea puterii dictatoriale. În CAER, la indicația lui, delegațiile române se opun la toate propunerile venite din partea URSS. De exemplu, România este una dintre cele doar două țări comuniste europene care au participat la Jocurile Olimpice organizate la Los Angeles, în Statele Unite ale Americii în 1984. De asemenea, România a fost singura țară din blocul răsăritean, cu excepția URSS, care la acea vreme, întreținea relații diplomatice cu Comunitatea Europeană, cu Israelul și cu R. F. Germania. Un tratat incluzând România pe lista țărilor favorizate de Comunitatea Europeană este semnat în 1974, iar în 1980 este semnat un acord vizând schimburile de produse industriale între România și Comunitatea Europeană. Acest fapt a determinat vizitarea oficială a României de către doi președinți ai Statelor Unite ale Americii (Nixon și Ford).
După anul 1974, legăturile dintre Ceaușescu și Leonid Ilici Brejnev au cunoscut o oarecare îmbunătățire, această apropiere culminând în 1976 cu vizita președintelui român în Basarabia și Crimeea și cu vizita liderului sovietic la București. Există informații (Vlad Georgescu, 1992, op. cit. p. 298) că pentru a face pe placul conducerii sovietice, Bucureștiul a transmis rușilor date despre activitatea unor naționaliști basarabeni care se adresaseră președintelui Ceaușescu cu speranța de a fi sprijiniți. Ca urmare, ei au fost arestați și condamnați la detenție în lagărele din Siberia, înainte de a li se îngădui, unora dintre ei, să emigreze definitiv dincoace de Prut.
În ciuda cursului independent în relațiile politice internaționale, introdus încă de Gheorghiu Dej, Ceaușescu se opune cu încăpățânare introducerii oricăror reforme liberale pe plan intern. În anii 1980, după venirea lui Mihail Gorbaciov la conducerea Uniunii Sovietice, opoziția lui Ceaușescu față de linia sovietică este dictată în principal de rezistența lui față de destalinizare. Securitatea continuă să își mențină controlul draconic asupra mediilor de informare și înăbușă în fașă orice tentativă de liberă exprimare și opoziție internă.
Întreruperea căldurii
Temperaturile din case ajung iarna între 5-12 grade în apartamentele celor mai mulți dintre românii care stau la bloc. Raportul Comisiei Prezidențiale pentru Analiza Dictaturii Comuniste din România (pag 423) face referire la „obligarea populației la un trai în condiții insuportabile, la temperaturi sub 10 grade C”.
Lipsa apei calde
Apa caldă este livrată din ce în ce mai rar, cam două ore zilnic iar adesea la etajele superioare aceasta nu ajungea deloc.
Întreruperea curentului
Lumina începe să fie întreruptă în fiecare zi cel puțin o oră, seara
„Din ianuarie 1982 s-a început limitarea distribuirii energiei electrice către populație; până la căderea regimului comunist în 1989, livrarea curentul electric către populație se oprea de câteva ori pe zi, fără niciun program ori logică aparente și fără anunțarea prealabilă a consumatorilor casnici. Simultan, cetățenii erau îndemnați să economisească energia electrică prin scoaterea din funcțiune pe timpul iernii a frigiderelor, prin neutilizarea mașinilor de spălat și a altor bunuri electrocasnice sau prin nefolosirea ascensoarelor”.
Benzina, deși raționalizată, devine greu de găsit. Consumul de energie pentru populație a scăzut forțat cu 20% în 1979 și 1982, apoi cu 50% în 1983, iar în 1985 cu încă 50% față de anii precedenți.
Lipsa principalelor bunuri de consum
În perioada 1981–1989 în magazine nu se găseau în mod curent carne și produse din carne, ouă, lapte și produse lactate, fructe de import, cafea, ciocolată, orez, făină. Oamenii se hrăneau în mod obișnuit cu legume, fructe și pește, toate autohtone. „Lipsurile de tot felul, mai ales cele alimentare au devenit acute și cronice din toamna lui 1981”.
Prețuri comparative (1985–2010)
Prețurile raportate la salarii erau mai mari în 1985 față de 2010 la principalele alimente de bază și anume: carne de vită cu oase (113%), carne de porc cu oase (104%), ouă (45%), orez cu bob lung (68%), zahăr (41%), cafea (420%), unt (51%), făină (12%), ulei (40%), portocale (98%). Existau câteva alimente la care prețurile erau mai mici în 1985 față de 2010 și anume: cartofi (61%), mere (74%), ceapă (16%), pește (16%), brânză, când se găsea (50%).
La sfârșitul anilor 80 întreținerea unui apartament de 3 camere – 3 persoane, într-un cartier bucureștean mărginaș, era de circa 300 de lei pe lună, adică 10% din salariu mediu. În 2013 ea are circa aceeași valoare, 300 lei, ceea ce înseamnă 18% din salariu mediu. Dar în 2013 există căldură în case și apă caldă.
O Dacie costa 70 000 lei, adică 23,3 salarii medii, în 2013 un Logan costa 30 000 lei, adică 18,68 salarii medii.
În anii 80, un apartament de 3 camere în Drumul Taberei costa 160.000 de lei – 53,3 salarii medii, iar în 2013 prețul apartamentului respectiv (cu termopane, ușă metalică, gresie etc.) era de circa 242.000 lei – 150,68 salarii.
Datoria externă
În ciuda regimului său dictatorial, relativa sa independență față de Moscova are drept rezultat o atitudine binevoitoare (deși departe de a fi dezinteresată sau neprofitabilă) din partea statelor occidentale. Regimul Ceaușescu beneficiază de unele împrumuturi pentru finanțarea programelor sale economice. În anii „Epocii Ceaușescu” se construiesc Metroul din București, Canalul Dunăre-Marea Neagră, zeci de mii de noi blocuri de locuințe. În ultimă instanță, datoria creată a devenit o povară pentru economia românească, între 1971–1982, datoria externă crescând de la 1,2 miliarde $ la aproape 13 miliarde $. În 1982, veniturile comerțului exterior al României au scăzut cu 17% față de anul precedent. Ceaușescu s-a văzut pus în situația de a nu-și putea plăti creditorii occidentali, țara fiind declarată în incapacitate de plată.
Ceaușescu a dispus achitarea rapidă a datoriilor externe, fără a mai lua noi credite. În acest scop, o mare parte a producției agricole și industriale a țării ia calea exportului, privând astfel populația până și de cele mai elementare alimente și bunuri de consum. Începând cu anii 1986-1987 se instituie raționalizarea produselor de bază, iar benzina și alimente ca pâinea, uleiul, zahărul, făina, orezul au început să fie distribuite pe bonuri sau cartele. Bunurile destinate exportului au standarde de calitate ridicată și sunt vândute de obicei în pierdere, la prețuri de dumping. Bunurile destinate consumului intern sunt de calitate inferioară, așa că oamenii de rând sunt bucuroși atunci când pot cumpăra bunuri refuzate la export din motive calitative.
Plata întregii datorii externe, în valoare nominală de 60 de miliarde de lei (10 miliarde dolari), se încheie în primăvara lui 1989, cu câteva luni înaintea căderii regimului comunist. Ceaușescu urmărea organizarea unui referendum prin care să se introducă în constituția României interdicția de a contracta împrumuturi externe. Pentru a evita deprecierea leului, Ceaușescu a continuat exporturile excesive, acumulând aur în Banca Națională. Se spune totuși că Ceaușescu, ar fi avut de gând să facă leul convertibil încă de prin anii '70, deci cu aproximativ 30 de ani mai devreme față de când acest lucru s-a înfăptuit.
Emigrarea etnicilor germani

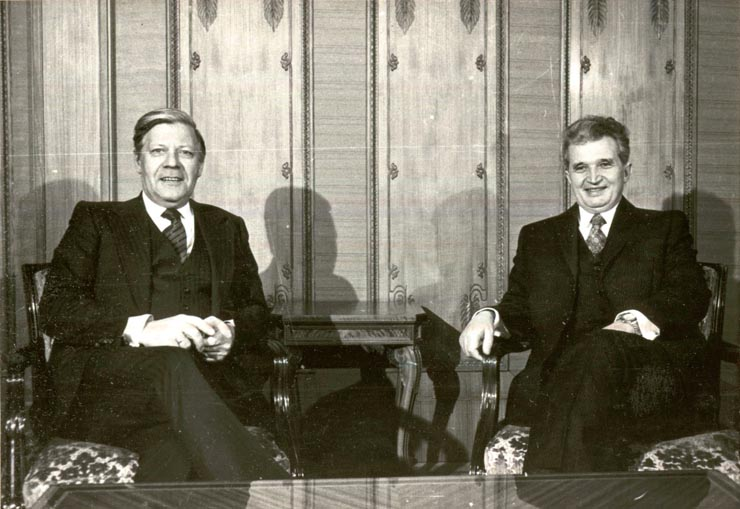
Cancelarul Helmut Schmidt și președintele Nicolae Ceaușescu la întâlnirea din 6–7 ianuarie 1978

Politicianul Heinz Günther Hüsch⁠(de)[traduceți] a fost negociatorul care a reprezentat RFG în perioada 1968–1989 pentru ducerea la îndeplinire a Acțiunii Recuperarea. Conform propriilor mărturii, în martie – decembrie 1970 a negociat plecarea a 4.000 de etnici germani din România, în 1971 plecarea a peste 6.000 de etnici germani, la fel în 1972 și în 1973 etc. Decretul Consiliului de Stat nr. 402 din 1 noiembrie 1982 prevedea următoarele: 
„Persoanele care cer și li se aprobă stabilirea definitivă în străinătate sînt obligate să plătească integral datoriile pe care le au față de stat, unități socialiste și alte organizații. De asemenea, au obligația să achite în întregime pensiile de întreținere și orice alte datorii față de persoanele fizice. Persoanele cărora li s-a aprobat stabilirea definitivă în străinătate sînt obligate să restituie, în valută, statului roman, cheltuielile efectuate pentru școlarizare, specializare și perfecționare, inclusiv bursele, în cadrul învățămîntului liceal, superior, postuniversitar și doctorat”. Sumele plătite de statul german pentru compensarea cheltuielilor de școlarizare erau împărțite pe categorii: 1.800 de mărci germane pentru persoanele cu studii medii, 5.500 de mărci germane pentru studenți și 7.000 de mărci germane pentru cei cu studii superioare încheiate. În 1988 suma cerută pentru fiecare persoană era unică – 8.950 de mărci. Banii ajungeau într-un cont al Băncii Române de Comerț Exterior. „În 99% din cazuri, banii au fost folosiți pentru plata datoriei externe a României”, a arătat Florian Banu, cercetător în cadrul CNSAS, care a publicat un studiu pe această temă. În urma negocierilor purtate de Heinz Günther Hüsch cu reprezentanții Securității, din România au plecat între 1968 și 1989 peste 200.000 de etnici germani.
Politica demografică și sanitară
Stimularea forțată a sporului natural al populației a reprezentat una din prioritățile regimului Ceaușescu. Un element important al acestei politici este reprezentat de abrogarea, în 1966, a decretului din 1957 care permitea avorturile la cerere (la acea dată, avortul nu era permis decât în unele țări comuniste). Prin decretul 770/1966 se permitea avortul terapeutic efectuat în primele trei luni de sarcină numai pe baza unor stricte indicații medicale și doar în cazuri excepționale se accepta sacrificarea fătului și până la șase luni. Acest decret cu putere de lege a fost înăsprit prin Decretul 441 din 26 decembrie 1985, care permitea avorturile doar în cazul femeilor care au depășit vârsta de 42 de ani sau care au dat deja naștere la cel puțin cinci copii. În teorie, mamele a 5 sau mai mulți copii ar fi avut dreptul la privilegii substanțiale. Mamele „eroine” a 10 sau mai mulți copii aveau dreptul să primească gratuit din partea statului un automobil ARO, transportul cu trenul, precum și o vacanță pe an într-o stațiune balneară.
În timp ce sporul populației era încurajat, mii de copii erau abandonați în orfelinate. Se estimează că, la începutul anului 1990, în România orfelinatele „adăposteau” aproximativ 100.000 de copii în condiții de trai tragice. Rata mortalității infantile rămânea cea mai mare din Europa.
În perioada 1988–1992, mii de copii din toată România au fost infectați cu HIV. În majoritatea cazurilor a fost vorba despre o combinație de nepricepere medicală, indiferență și dotări precare. Parțial cuantificabilă ani mai târziu, „rețeta” exploziei SIDA din România este construită în jurul a două tragedii: injecții cu seringi expirate și microtransfuzii de sânge. Regimul Ceaușescu a ignorat problema epidemiei de HIV/SIDA pe motive ideologice, considerând-o specifică societății capitaliste. În România anilor 1980 nu se practica testarea HIV a donatorilor de sânge și a sângelui pentru transfuzii. Acest fapt, la care se adaugă folosirea de ace de transfuzie inadecvat sterilizate în orfelinate, a condus România pe locul doi în topul infecțiilor pediatrice cu HIV în Europa (în anul 2004 s-a asigurat medicația și tratamentul pentru 6000 de bolnavi de HIV SIDA).
Programul de sistematizare rurală
Cu prilejul vizitelor efectuate în 1971 în China și Coreea de Nord, Ceaușescu e fascinat de ideea transformării naționale totale, așa cum era ea prefigurată în programul Partidului Muncitoresc Coreean și deja pusă în aplicare sub egida Revoluției Culturale din China. La scurtă vreme după întoarcerea sa în țară, Ceaușescu începe transformarea sistemului autohton după modelul nord-coreean, influențat fiind de filozofia Juche a președintelui Kim Ir Sen. Cărți nord-coreene pe această temă sunt traduse în română și distribuite pe scară largă în țară.

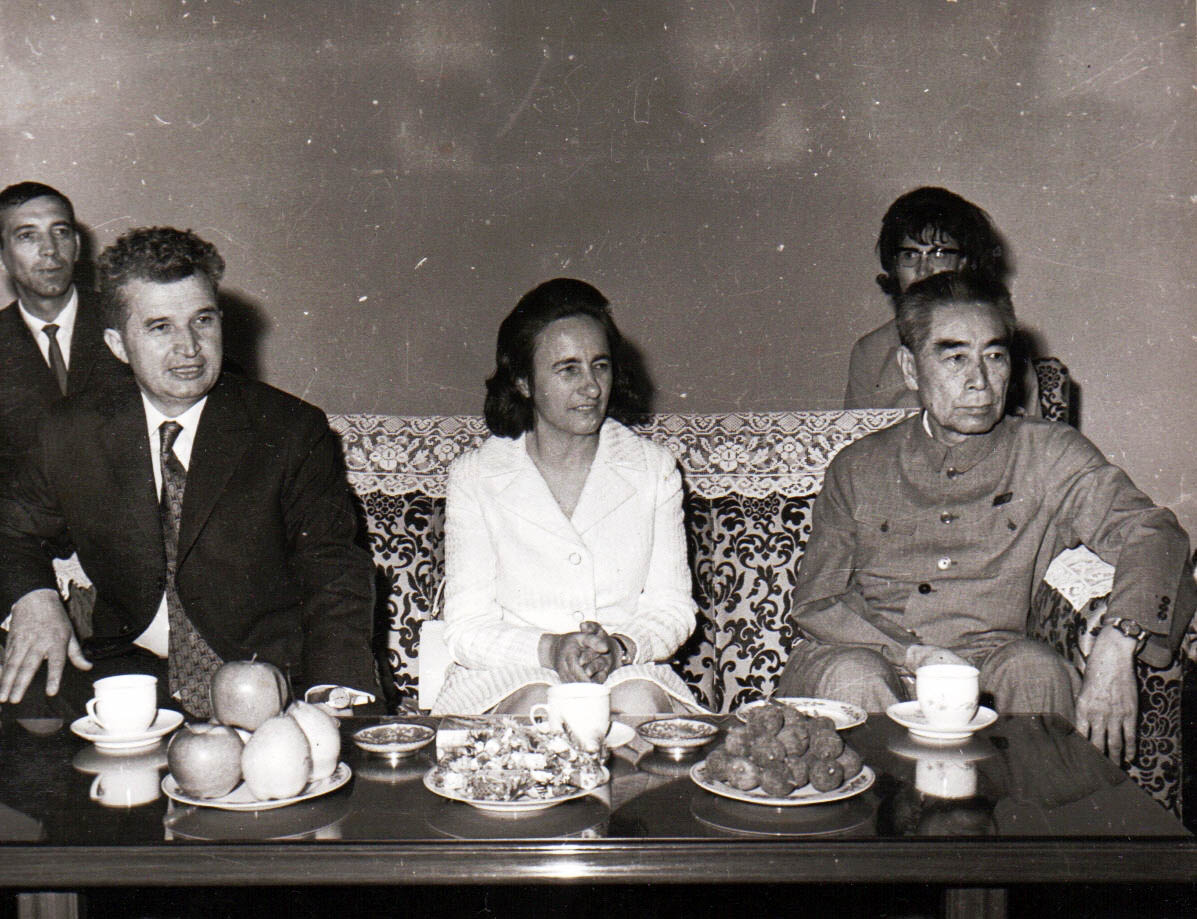
Vizita oficială a lui Nicolae Ceaușescu și a Elenei Ceaușescu în Republica Populară Chineză. Vizita protocolară la Ciu Enlai, iunie 1971

Începând cu 1972 Ceaușescu a trecut la punerea în aplicare a unui proiect de „sistematizare” a localităților urbane și rurale. Prezentat de către mașina de propagandă ca fiind un pas major pe calea „construirii societății socialiste multilateral dezvoltate”, programul debutează la sate prin demolări în masă ale gospodăriilor țărănești și strămutarea familiilor afectate în apartamente de bloc. Demolarea satelor este de fapt o încununare a politicii de industrializare forțată, care a dus la destructurarea societății rurale românești. Apogeul acestui program a fost însă reprezentat de demolarea a numeroase monumente istorice, inclusiv biserici și remodelarea Bucureștiului în stil ceaușist (peste o cincime din centrul capitalei a fost afectată). Casa Poporului (actualmente sediul Parlamentului) este reprezentativă. 400 de arhitecți în frunte cu arhitectul-șef, Anca Petrescu, au proiectat clădirea. Au fost rase de pe fața pământului trei cartiere – Uranus, Antim și parțial Rahova – și 17 biserici. Zilnic, peste 20.000 de muncitori lucrau în trei schimburi. În cinci ani, a răsărit ca din pământ a doua clădire, ca mărime, din lume, după Pentagon, cu un volum de 2.500.000 mc, cu peste 7.000 de încăperi, unele de mărimea unui stadion. Nota de plată a fost de circa 2 miliarde dolari în condițiile în care poporul era confruntat cu frig și grave lipsuri alimentare. Proteste venite din partea unor organizații neguvernamentale internaționale au jucat un rol important în stăvilirea acestor planuri megalomane și probabil în salvarea a ceea ce a mai rămas din monumentele istorice aflate pe lista neagră a dictatorului.

### Termocentrala de la Anina

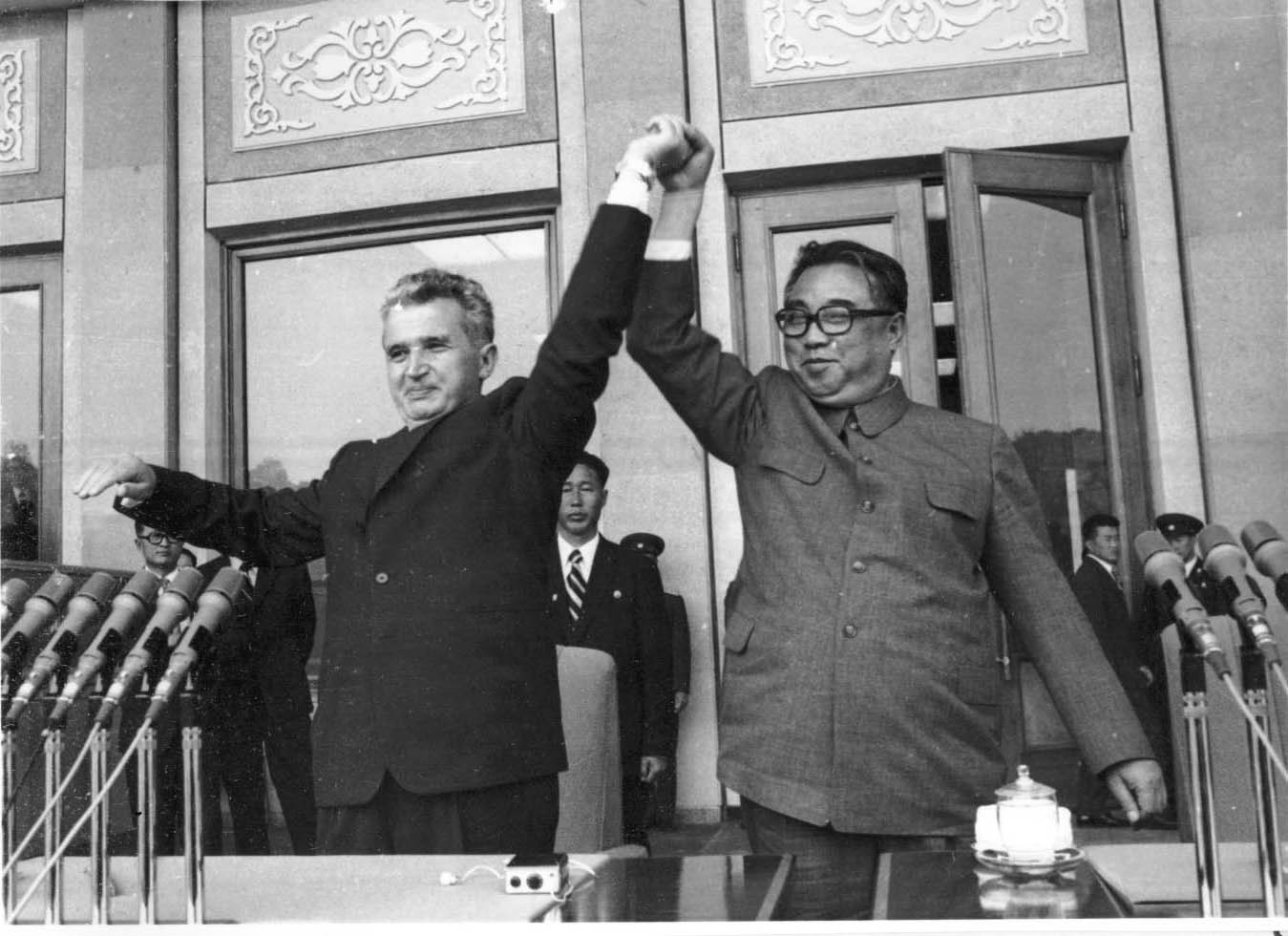
Ceaușescu cu Kim Ir-sen al Coreei de Nord în 1978. În reformarea statului, Ceaușescu a căutat să imite ideile Juche și maoiste

Termocentrala de la Anina a fost una dintre ideile de suflet ale lui Ceaușescu. Ea a costat 1 miliard de dolari (9 miliarde de lei la vremea respectivă, jumătate cât a costat Casa Poporului). 8000 de muncitori au fost aduși din toate colțurile țării. În aproape 100 de blocuri trăiau oameni din Moldova, Oltenia și Maramureș. Se intenționa producerea de energie electrică prin arderea șisturilor bituminoase în combinație cu cărbune, păcură ori gaz. Angajații termocentralei de la Anina aveau salarii de cca 13 000 lei, de patru ori cât medicii din București. Construcția a început în 1976, a început să funcționeze în 1984 (dar fără a produce vreodată curent), a fost închisă în 1988, a fost vândută la fier vechi în 2003. Termocentrala de la Anina a fost un eșec foarte costisitor.
Fuga lui Pacepa
În 1977 Ion Mihai Pacepa, pe atunci director adjunct al Departamentului de Informații Externe (spionaj) al Securității, părăsește țara și obține azil politic în Statele Unite. Plecarea lui Pacepa dă o grea lovitură regimului comunist, iar încercările lui Ceaușescu de a restructura Securitatea nu reușesc să-i îndepărteze pe toți colaboratorii lui Pacepa și să limiteze pierderile. În cartea sa Red Horizons: Chronicles of a Communist Spy Chief (ISBN 0-89526-570-2) (în românește: Orizonturi roșii: Cronicile unui spion comunist), apărută în 1986, Pacepa dezvăluie detalii despre colaborarea regimului Ceaușescu cu organizații teroriste arabe, activitățile intense de spionaj contra industriei americane, precum și planurile bine ticluite de a atrage susținere politică din partea lumii occidentale. 
După plecarea lui Pacepa, izolarea României pe plan internațional se accentuează, paralel cu o înrăutățire a situației economice. Serviciile străine de informații își intensifică eforturile de infiltrare a Securității, în timp ce controlul lui Ceaușescu asupra aparatului începe să se clatine.
Învățământul
O atenție specială a fost acordată reorganizării până la dezorganizare a învățământului, aproape toate progresele perioadei precedente fiind anulate. Legea educației din 1978 a introdus principiul drag președintelui al integrării învățământului cu producția, alungând practic din școli multe discipline și punând liceele și facultățile sub tutela unor uzine și dându-le planuri de producție. Din punct de vedere practic rezultatele acestei legături dintre învățământ și producție sunt neglijabile, greutățile uzinelor tutelare făcând de cele mai multe ori activitatea productivă a școlilor și facultăților irelevantă pentru economia națională. Învățământul a ajuns o instituție de pe băncile căreia elevii și studenții ies cu o formație intelectuală redusă în multe domenii de activitate. Numărul studenților era în continuă scădere. A fost reintrodusă obligativitatea prezentării unei recomandări din partea UTC pentru intrarea în facultățile de științe sociale. Cadrele didactice au fost epurate începând din anul 1974 când președintele țării a declarat că „nu poate lucra în învățământul superior acela care se sustrage de la activitatea de educare a tinerei generații în spiritul concepției marxist-leniniste, al programului partidului nostru”. De atunci această poziție a fost extinsă la învățământul de toate gradele. Din 1975, admiterea la doctorat nu s-a mai putut face decât cu aprobarea comitetului municipal de partid, această autoritate fiind transferată ulterior unei comisii speciale a Comitetului Central. Clasa conducătoare era hotărâtă să îngăduie accesul la învățământul superior numai persoanelor care i se păreau de încredere și pe care nădăjduia să le poată controla.
Întrevederea dintre Nicolae Ceaușescu (flancat de Manea Mănescu și Ștefan Voitec) și patriarhul Iustin Moisescu, București, 18 iunie 1977

#### Dărâmarea de biserici și mănăstiri

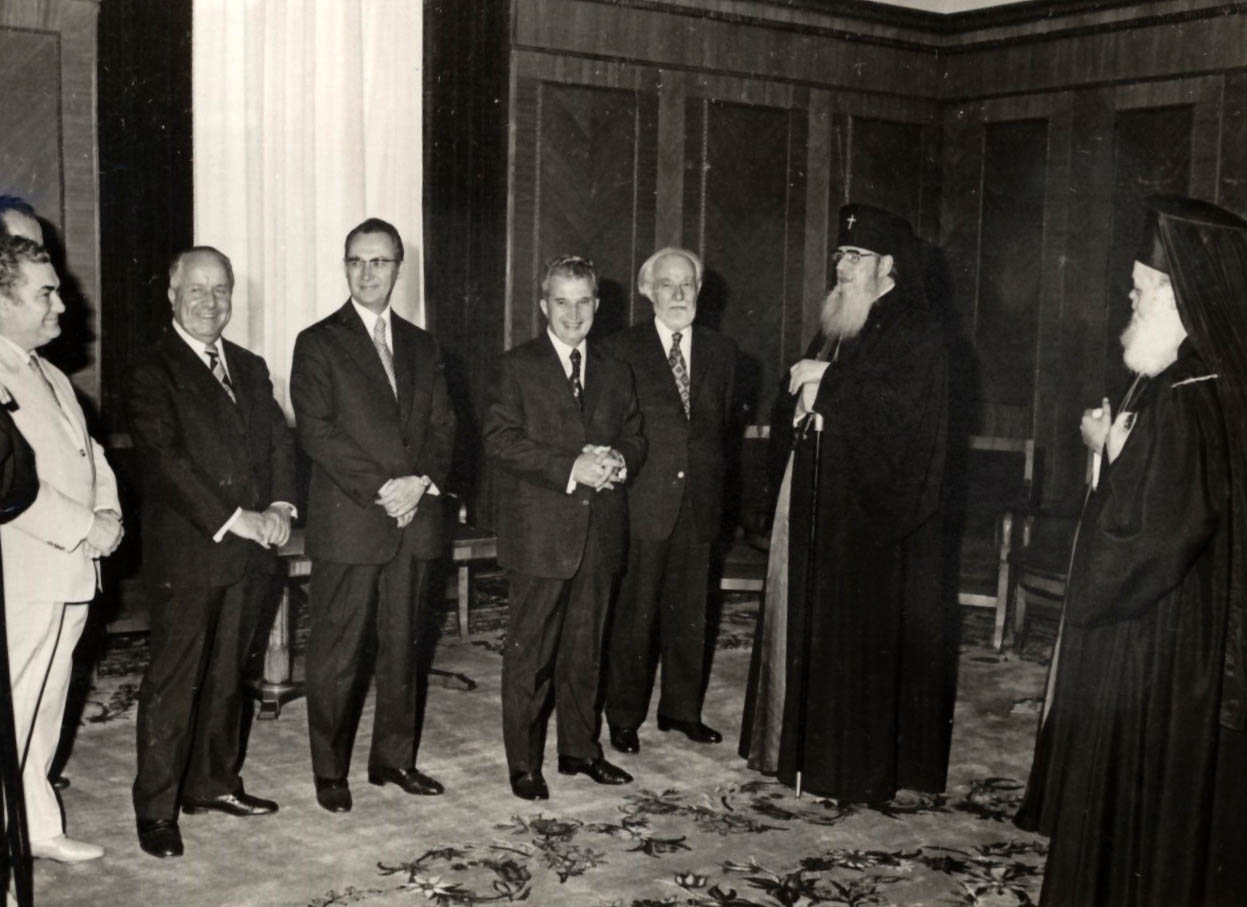
Întrevederea dintre Nicolae Ceaușescu (flancat de Manea Mănescu și Ștefan Voitec) și patriarhul Iustin Moisescu, iunie 1977

Ceaușescu a ordonat dărâmarea de biserici și mănăstiri, între care Biserica Văcărești și Mănăstirea Văcărești (1716), Mănăstirea Cotroceni (1679), Mănăstirea Mihai Vodă (1594) sau Biserica Sf. Vineri (1854) pentru a face loc Casei Poporului. În total au fost distruse în București 23 de biserici. Iată lista lor:
- Biserica Sf. Nicolae-Sârbi, începutul secolului XVI, demolată în 1985.
- Biserica Crângași (1564) și cimitirul adiacent, distruse în 1986.
- Biserica Alba-Postavari (1568), cu picturi murale de Anton Serafim, demolată în martie 1984.
- Biserica Sf. Nicolae-Jitnita (1590) din Calea Văcărești, demolată în iulie 1986.
- Clădirea Mănăstirii Mihai Vodă, 1591, demolată în 1984.
- Biserica Spirea Veche, secolul XVI, reînnoită în secolul XVIII, demolată în aprilie 1984.
- Biserica Enei (1720-1724), avariată de o macara în timpul lucrărilor de la blocul Dunărea, prăbușit la cutremurul din 1977, a fost demolată în primăvara aceluiași an. Biserica Enei, cu un ansamblu important de pictură murală, a fost prima din seria lăcașelor de cult demolate din București.
- Biserica Sf. Vineri-Hereasca din secolul XVII, demolată în iunie 1987, doar la câțiva ani după renovare. Biserica era împodobită cu picturi de Dumitru Belizarie.
- Biserica Sf. Spiridon-Vechi din secolul XVII, demolată în iulie 1987. În timpul demolării a fost furată icoana dăruită bisericii de patriarhul Silvestru al Antiohiei la 1748.
- Mănăstirea Cotroceni din 1679, cu biserică din 1598, demolată în 1985.
- Biserica Olteni, ctitorită în 1696, demolată în iunie 1987. În 1821, în timpul luptelor dintre eteriști și otomani, biserica servise arnăuților drept loc de rezistență și fusese avariată de bombardamente. Între 1863 și 1865 biserica fusese restaurată în stil neogotic. Picturile murale executate de Gheorghe Tattarescu au fost parțial distruse, parțial furate în timpul demolării.
- Aripile de nord și de est ale Mănăstirii Antim (1713-1715), demolate în 1984.
- Mănăstirea Văcărești (1716-1722), cea mai însemnată mănăstire din București, demolată între 1984 și 1987. Dintr-o suprafață de cca 2.500 m² de frescă datând din timpul edificării au putut fi salvați de către prof. Dan Mohanu și studenții săi de la Institutul de Arte Plastice Nicolae Grigorescu doar cca 140 m². Pictura murală care împodobea paraclisul locului de închinare a voievodului a fost aproape complet distrusă, cu excepția unor fragmente cu icoane sau scene biblice care au fost probabil furate de muncitorii șantierului de demolare.
- Biserica Bradu Staicu, 1726, restaurată în 1875 de arhitectul Al. Freiwald, demolată în octombrie 1987. Odată cu biserica a dispărut pilonul mesei altarului, considerat a fi mai vechi decât biserica.
- Biserica Mănăstirii Pantelimon, 1750, demolată în 1986.
- Biserica Izvor, 1785, demolată în 1984.
- Biserica Sf. Troita-Izvor, 1804, descrisă de Barbu Ștefănescu Delavrancea în nuvela Hagi-Tudose, demolată în octombrie 1987. Odată cu demolarea au dispărut numeroase obiecte de cult.
- Biserica Gherghiceanu, 1939, demolată în 1984.
- Biserica Crângași 2, 1943, demolată în 1982.
- Biserica Mărgeanului, 1946, demolată în 1981.
- Biserica Doamna Oltea, 1947, demolată în 1986.[97]

Grație și eforturilor lui Eugen Iordăchescu, inginer în domeniul translatării de clădiri, au fost salvate de la demolare printre altele: Biserica Mihai Vodă, Biserica Schitul Maicilor (1726, din vremea Voievodului Nicolae Mavrocordat), Biserica Sfântul Ilie Rahova (1706, cu picturi de Gheorghe Tattarescu, Palatul Sinodal din incinta Mănăstirii Antim și altele. Eugen Iordăchescu a asigurat translatarea a 12 biserici de interes major, 10 în București și două în afara lui. Pentru că muncitorii au refuzat să dărâme Biserica Sf. Vineri, autoritățile comuniste au adus pușcăriașii care au dărâmat biserica în iunie 1987.
Controlul cultelor religioase
Toate cultele religioase au fost infiltrate cu agenți ai Securității și s-au aflat sub controlul strict al Departamentului Cultelor. Inclusiv Biserica Română Unită cu Roma, care oficial nu exista, era urmărită de Direcția I a Securității, care în anul 1989 deținea 263 de informatori în rândul clerului greco-catolic, care se cifra la 586 de persoane (episcopi, preoți și călugări).
Lichidarea instituțiilor culturale
În ceea ce privește istoriografia propriu-zisă, transferarea sediului ei la Academia Ștefan Gheorghiu și la Institutul de Istorie al Partidului a lichidat-o practic ca știință. Academia Română a fost lichidată ca instituție de cercetare, toate instituțiile i-au fost luate, noii membri au fost aleși aproape exclusiv din rândul activiștilor culturali de partid, în frunte cu soția președintelui. Foarte prestigiosul Institut de Matematică a fost desființat în 1975, Institutul de Pedagogie a avut aceeași soartă în 1982. Au fost de asemenea desființate numeroase institute tehnice.

#### Perioada autoritară și cultul personalității
Pentru mai multe detalii, vedeți Cultul personalității lui Nicolae Ceaușescu.

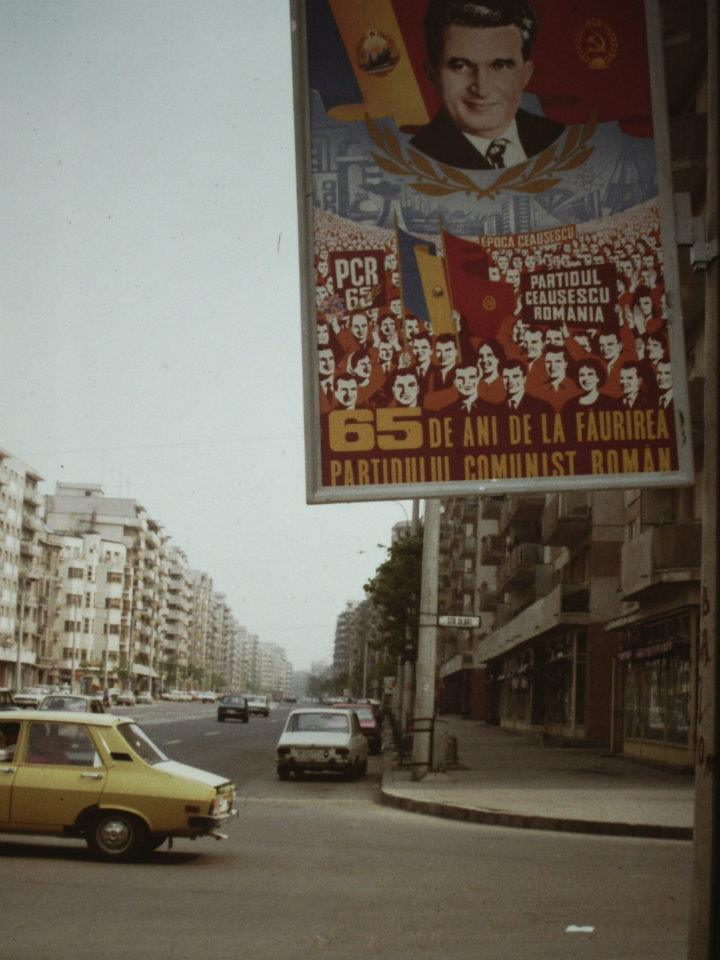
Afiș propagandistic pe Calea Moșilor, București, 1986

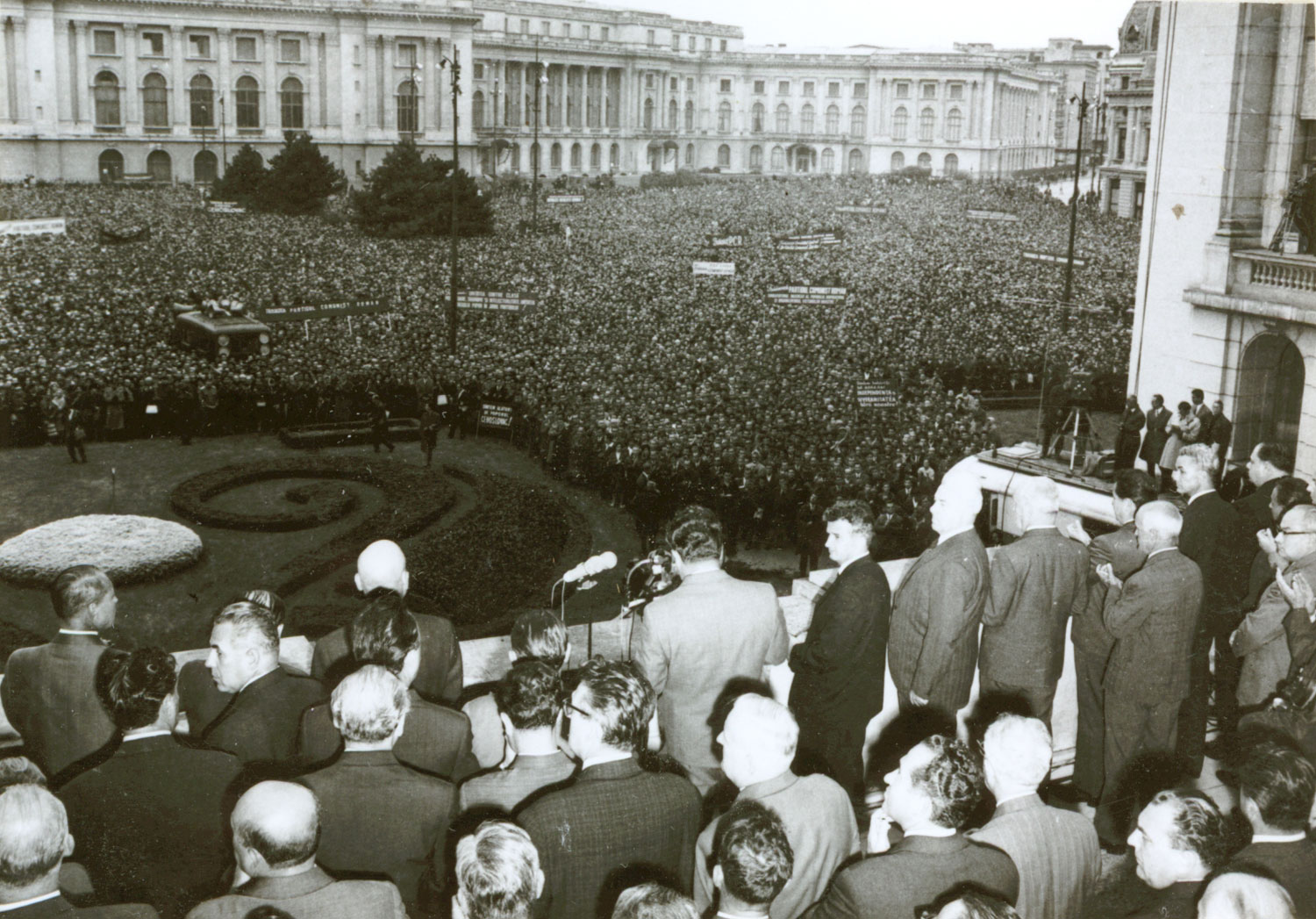
Adunare Piața Palatului, august 1968

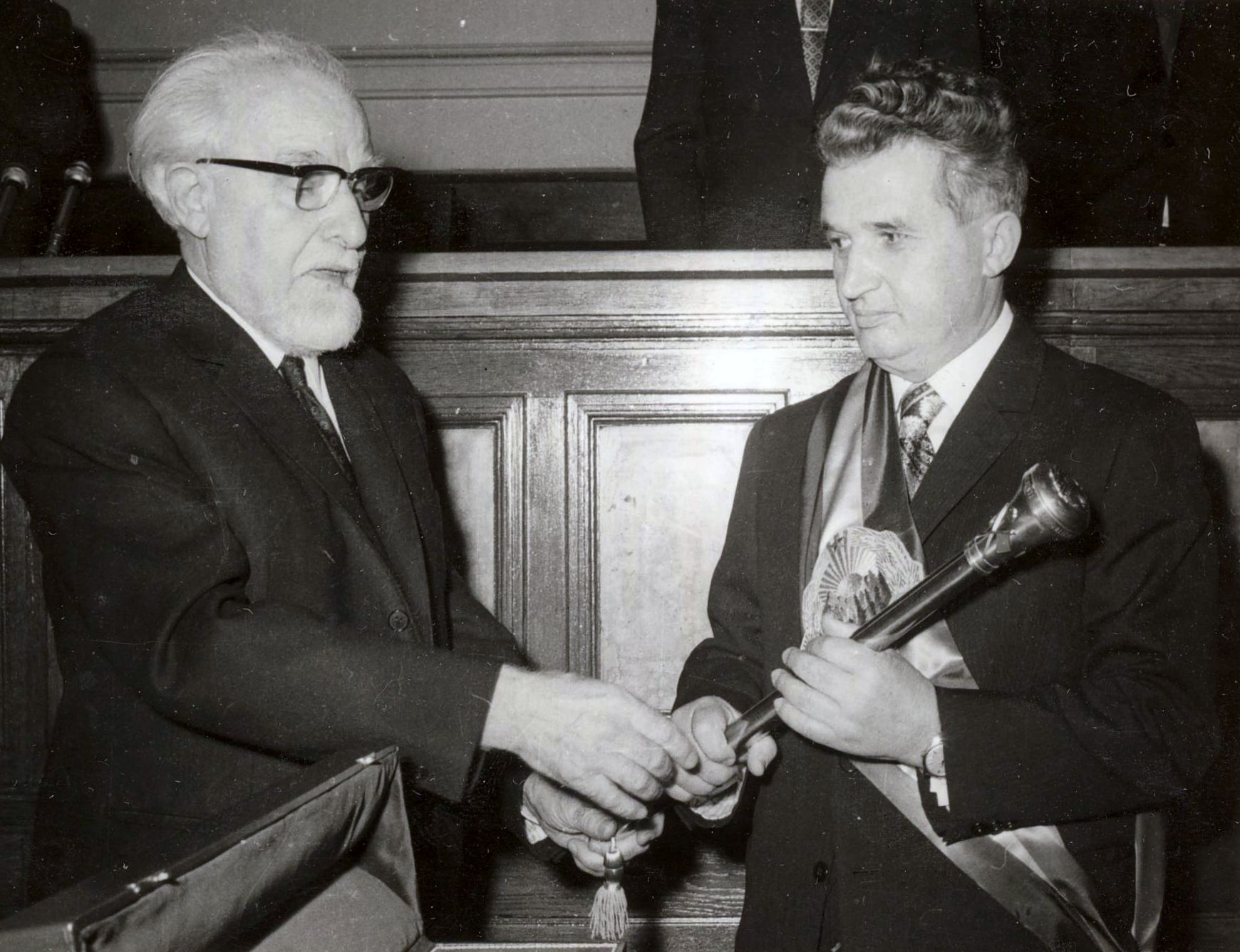
Ștefan Voitec înmânându-i lui Ceaușescu sceptrul prezidențial, 1974

Pentru a defini ceea ce înseamnă cultul personalității trebuie să avem în vedere doua aspecte. Un prim aspect este legat de partea publică, și anume campania propagandistică care a fost în totalitate controlată și dirijată, această campanie de propagandă are în centru un singur individ, în cazul de față pe Ceaușescu. Mass-media, televiziunea, radoul, cărțile precum și manifestațiile publice joacă un rol important în această privință, ele transmițând informații care au scopul să-l ridice în slăvi pe conducător și să ii arate caracterul său extraordinar.
În al doilea rând, pe lângă această campanie propagandistică se constituie și o structură politică în care sunt captați doar „oameni de încredere”,( crearea unei baze personale de putere) de altfel baza politică constituie în fond fundația propagandei. De altfel, cultul personalității reflectă situația politică existent în stat și anume faptul că întreaga putere este concentrată în mâinile unui singur individ, acesta fiind conducătorul statului sau al partidului.
Aceeași structură și atmosferă care a predominat în timpul lui Gheorghe Gheorghiu-Dej a fost adoptată și de către Ceaușescu. Unitatea conducerii PMR s-a datorat în cea mai mare măsură loialității personale a membrilor față de lider, această loialitate se bazează pe faptul că aceștia împărtășeau opțiuni politice comune. Pe de altă parte, unitatea partidului și a conducerii în jurul liderului a constituit o modalitate de protecție împotriva vreunui posibil amestec sovietic.
Începând cu anii ’70, Ceaușescu devine obiectul unui cult al personalității tot mai pronunțat, nemaiîntâlnit în Europa de la moartea lui Stalin. În acest context, poeții proletcultiști joacă un rol important. Titulatura completă, sub care era adresat de presa vremii includea funcțiile sale politice și statale: „Nicolae Ceaușescu, secretar general al Partidului Comunist Român, președintele Republicii Socialiste România, comandant suprem al forțelor armate”. Deseori se adăugau și apelative precum „genialul cârmaci”, „cel mai iubit fiu al poporului român”, „patriot înflăcărat” „personalitate excepțională a lumii contemporane”, „luptător pentru cauza dreptății și păcii, și socialismului”, „geniul Carpaților”, „marele conducător”. Primul volum omagial i-a fost dedicat în 1973. Fostul ucenic muncitor nu mai era așezat doar în rândul „eroilor clasei muncitoare”, ci el începe să fie văzut la capătul unui șir lung de principi, regi, voievozi, de unde i se putea revendica legitimitatea. Activiștii culturali au mers până într-acolo încât descoperă în apropierea Scorniceștilor, satul natal, rămășițele unui prim homo sapiens european, pompos intitulat Australanthropus Olteniensis.
Cultul personalității i-a dat liderului comunist ambiții nebănuite, inclusiv aceea de a scrie un nou imn pentru RSR,, el modificând, se pare, o parte din bine-cunoscutul Tricolor, pentru a introduce versuri ca: „Azi partidul ne unește/Și pe plaiul românesc/Socialismul se clădește/Prin elan muncitoresc”.
Soția sa, Elena, cu o pregătire școlară elementară, era „savant de renume mondial” și „mamă iubitoare” a poporului. Cu toate acestea, ea avea dreptul de a semna cu dr.h.c.mult. Elena Ceaușescu, deoarece primise mai multe titluri dr.h.c. de la diverse universități din lume. Deoarece acest titlu se poate acorda pentru merite politice, titlul său dr.h.c.mult. nu era o înșelătorie: prin acordarea acestui titlu se recunoșteau merite politice ale soțului ei și se urmăreau avantaje politice și comerciale reale. Astfel, acordarea acestor titluri era o monedă de schimb pentru autoritățile anumitor țări, dar titlurile erau cât se poate de reale. Dr.h.c.mult. Nicolae Ceaușescu a primit un doctorat de onoare de la Universitatea din Nisa, pe care îl deține și în prezent.
Cultul personalității lui Ceaușescu se asemăna cu cel comunist practicat în China și Coreea de Nord de unde poate a fost copiat după vizite efectuate în respectivele țări. El este particularizat și de un complex cultural, care face din familia conducătoare nu numai depozitara înțelepciunii politice, dar și a valorilor culturale și științifice ale umanității. Președintele „scrie” cărți de filosofie, economie politică, istorie, este proclamat drept „mare gânditor al contemporaneității”. Soția sa a devenit membră a Academiei RSR și a multor altor academii, doctor în științe chimice, „savant de renume mondial”, autoare de cărți publicate în toate limbile pământului. Cultul personalității nu a fost practicat de niciun domnitor, rege sau conducător român din istorie cu excepția legionarilor. La o ședință de deschidere a Marii Adunări Naționale, Ceaușescu a apărut purtând sceptrul prezidențial, similar cu cele folosite de monarhi. Astfel de excese îl determină pe pictorul Salvador Dali să-i trimită dictatorului o telegramă de „felicitare”. Cotidianul central al partidului - Scînteia - nesesizând tonul ei vădit ironic, publică textul integral al telegramei
Pentru a evita noi situații de „gen Pacepa”, Ceaușescu numește membri ai propriei familii, în frunte cu Elena, în funcții cheie de conducere.

##### Statura politică a lui Ceaușescu
Pe parcursul „Epocii Ceaușescu”, România devine al patrulea mare exportator european de armament. În pofida acestui fapt, se pare că fostul șef de stat se visa laureat al Premiului Nobel pentru Pace. În acest sens, Ceaușescu face mari eforturi pentru a obține statutul de mediator în conflictul israeliano-palestinian (România fiind singura țară în contact oficial cu ambii beligeranți). Mai mult, în anul 1986, el a organizat un referendum pentru aprobarea reducerii cheltuielilor și personalului Armatei Române cu 5%. Acestea nu îl împiedică să oblige liceenii la pregătire militară, sub forma detașamentelor premilitare P.T.A.P., să oblige studentele să facă pregătire premilitară, o zi pe săptămână, în primii 3 ani de facultate și să organizeze pregătirea militară a tuturor oamenilor muncii, sub forma Gărzilor Patriotice. În aceeași perioadă, la inițiativa șefului de partid și de stat, erau convocate frecvent mari „adunări populare” pentru susținerea păcii mondiale, la care oamenii erau obligați să participe.
Principiul „neamestecului în treburile interne” este intens promovat de către Ceaușescu care dorea ca nimeni din exterior să nu-l acuze pentru dezastrul în care se afundă țara. Pe măsură ce își consolidează puterea, șeful de stat român devine megaloman, amăgit se pare de propaganda propriului partid: aparatul de propagandă partinic îl prezintă ca măreț personaj istoric, pe linia lui Burebista, a lui Decebal și a marilor domnitori medievali. Deseori, oameni de cultură, obligați de susținătorii regimului, îl proslăvesc pe „Marele Cârmaci”. Ajutat de istorici obedienți, „Mult iubitul și stimatul” își permite să modifice istoria: Mircea cel Bătrân devine „cel Mare”, iar Ioan Vodă cel Cumplit devine „cel Viteaz”. „Președintele însuși a scris în repetate rânduri despre trecut, publicând chiar și un volum intitulat «Pagini din istoria poporului român» (1983). Numeroși activiști culturali, între ei și unul din frații președintelui (generalul Ilie Ceaușescu), au devenit peste noapte istorici oficiali, preocupați în egală măsură de istoria antică, contemporană, medievală. Obsesia istorică reflectă pe de-o parte criza de legitimitate a regimului; pe de altă parte, ea are și menirea unei diversiuni, căutând să pună în interesul partidului firescul sentiment național. Modul însă foarte elementar în care se pune în practică acest naționalism istoric, caracterul său aniversativ, patriotard, fals euforic sunt de natură de a avea mai degrabă rezultate inverse”.
Ceaușescu patronează un sistem politic de tip comunist, cu partid unic și alegeri de fațadă căci pe buletinele de vot nu existau mai multe partide astfel că P.C.R. câștiga cu 99,7%. Oamenii se prezintă la alegeri în procent de 99,9% de frică, pentru a nu intra în vizorul Securității. Este clamată o „democrație socialistă” pe care oamenii trebuie să o accepte și să o laude în public.

##### Îngrădirea libertății de exprimare
În martie 1983 Consiliul de Stat a hotărât înregistrarea mașinilor de scris și multiplicat. Posesia și folosirea lor au fost strict reglementate, pentru a preveni utilizarea lor de către persoane care „reprezintă un pericol pentru ordinea publică ori securitatea statului”, cu alte cuvinte de către cei care ar fi îndrăznit confecționarea de manifeste. O lege similară existase între 1948–1964, dar după aceea stăpânirea și folosirea mașinilor de scris de către particulari fusese liberă. Conform noului decret, aprobările de folosire a mașinilor de scris vor fi date de către Ministerul de Interne care poate „efectua și controlul asupra modului cum acestea sunt folosite”; o fișă cu literele, cifrele și semnele ortografice ale fiecărei mașini urmează a fi depusă la miliție. Astfel se putea identifica locul unde ar fi fost create manifestele. Decretul prevedea, de asemenea, că „închirierea mașinilor de scris ... precum și împrumutarea acestora în afara domiciliului deținătorului sunt interzise”.
În același an, pe motiv că a criticat într-o predică faptul că ziua de Crăciun era zi obișnuită de lucru în România comunistă, preotul Géza Pálfi din Odorheiu Secuiesc a fost arestat și omorât în bătaie de organele de Securitate.
După o vizită în China și Coreea de Nord în anul 1971, la o ședință a Comitetului Executiv al C.C. al P.C.R. din 6 iulie 1971, Ceaușescu a prezentat propunerile sale pentru „îmbunătățirea activității politico-ideologice, de educare marxist-leninistă a membrilor de partid a tuturor oamenilor muncii”. Cele 17 propuneri sau „teze” au fost considerate o „minirevoluție culturală” de către majoritatea observatorilor. Propunerile chemau la „creșterea continuă a rolului conducător al partidului în toate domeniile activității politico-educative”, cereau sublinierea „marilor realizări ale poporului român - constructor al socialismului”, „un control mai riguros... pentru a evita publicarea operelor literare care nu sunt la nivelul cerințelor activității politico-ideologice a partidului, a cărților care promovează idei și concepții dăunătoare intereselor construcției socialiste”. În repertoriul teatrelor, operelor și teatrelor de varietăți trebuia să se pună accentul „pe promovarea producțiilor naționale cu un caracter militant revoluționar”. După 1981 n-au mai fost permise conferințele naționale ale Uniunii Scriitorilor. Ședințele secțiilor de proză și poezie ale Uniunii Scriitorilor au fost interzise.
În aceste condiții de limitare a libertății de exprimare a fost promovat protocronismul, ca ideologie culturală care se baza pe o perspectivă naționalistă asupra trecutului și pe negarea influențelor externe în cultura românească.(Mihai Bărbulescu ș.a, 2002, op. cit.)

##### Monitorizarea discuțiilor cu străinii
Legi și decrete speciale au fost adoptate pentru a îngrădi și controla contactele cetățenilor români cu străinii; astfel s-a decretat obligativitatea raportării oricărei convorbiri cu un cetățean străin, iar în 1982 a fost limitat numărul convorbirilor telefonice pe care abonații le puteau avea cu străinătatea. Toate aceste măsuri au îngreunat sensibil contactele cu lumea din afară, ușurând în același timp reprimarea acțiunilor de disidență.

### Proteste în perioada regimului Ceaușescu
În primăvara anului 1977 s-a înregistrat mișcarea inițiată de scriitorul Paul Goma. În vara anului 1977 a avut loc greva minerilor de pe Valea Jiului. În anul 1984 a eșuat o tentativă de lovitură de stat pusă la cale de trei generali, între care și Nicolae Militaru. La sfârșitul anului 1987 a avut loc un nou protest, de data aceasta al muncitorilor de la uzine brașovene: 61 dintre ei vor fi condamnați la închisoare, iar 67 vor fi arestați la domiciliu.
Gabriel Andreescu, Dorin Tudoran, Dan Petrescu sau Radu Filipescu au protestat și ei în anii '80 față de abuzurile regimului totalitar.
În martie 1989, șase membri marcanți ai Partidului Comunist: Gheorghe Apostol, Alexandru Bârlădeanu, Silviu Brucan, Corneliu Mănescu, Constantin Pârvulescu și Grigore Răceanu i-au trimis lui Ceaușescu o scrisoare, cunoscută apoi ca „scrisoarea celor șase”, în care îi imputau faptul că exercita o dominație absolută asupra partidului.

### Sfârșitul regimului lui Ceaușescu

##### Revoluția din decembrie 1989
Evenimentele sângeroase de la Timișoara și București din decembrie 1989 au culminat cu căderea lui Ceaușescu și a regimului comunist.
Spre exasperarea majorității covârșitoare a românilor, Ceaușescu este confirmat în fruntea PCR pentru un nou termen de cinci ani, la Congresul al XIV-lea al PCR din noiembrie 1989. La acest congres Ceaușescu denunță Pactul Molotov-Ribbentrop și cere anularea consecințelor acestuia.
Prima tentativă de organizare a unor proteste ar fi trebuit să se materializeze la Iași, în 14 decembrie 1989, dar manifestația, ce ar fi urmat să se desfășoare în Piața Unirii, este dejucată de autoritățile comuniste. O tentativă a regimului de a-l evacua pe pastorul reformat maghiar László Tőkés din locuința parohială pe care o ocupa de drept la Timișoara, pe motiv că acesta ar fi fost mutat la o altă parohie, întâmpină rezistență din partea enoriașilor, care înconjoară casa parohială într-o demonstrație de sprijin. Acestora li se alătură și români, iar demonstrația capătă în scurtă vreme un caracter mai larg, de protest împotriva regimului comunist. Trupe ale armatei, miliției și Securității apar la fața locului pe 17 decembrie 1989 și deschid focul asupra manifestanților.
Pe 18 decembrie 1989, Ceaușescu pleacă într-o vizită oficială în Iran, lăsându-i soției sale, Elena, și altor colaboratori apropiați, misiunea de a înăbuși revolta de la Timișoara. Revolta continuă să ia amploare. După revenirea sa în țară, pe 20 decembrie 1989, Ceaușescu ține o cuvântare televizată dintr-un studio de televiziune amenajat în incinta clădirii CC al PCR, în care califică evenimentele de la Timișoara drept o încercare din afară de imixtiune în afacerile interne și de subminare a suveranității României. Până la cuvântarea lui Ceaușescu, mediile oficiale de informare evită cu strictețe orice referință la evenimentele care se derulau în Timișoara, singurele surse de informare fiind posturile de radio din afara granițelor țării, precum Radio Europa Liberă și Vocea Americii. O „adunare populară” în sprijinul regimului este organizată pentru ziua următoare, 21 decembrie, în fața sediului CC al PCR, într-un loc care, în urma evenimentelor acelei zile, poartă azi numele de Piața Revoluției. Demonstrația degenerează în mișcare de răsturnare a regimului. Soții Ceaușescu, surprinși de această turnură a lucrurilor, se dovedesc incapabili de a păstra controlul asupra maselor. Populația capitalei se adună în Piața Revoluției, unde se confruntă cu unități ale miliției și armatei. Din păcate, raportul de forțe înclină în favoarea forțelor de represiune, bine reprezentate numeric și bine înarmate, care până la miezul nopții reușesc să degajeze piața, omorând zeci și arestând sute de protestatari.
Cu toată întreruperea transmisiunii televizate a demonstrației din 21 decembrie, reacția ineptă și neajutorată a lui Ceaușescu nu scapă neobservată de telespectatorii din întreaga țară. Până în dimineața zilei de 22 decembrie 1989, protestele se răspândiseră deja în toate marile orașe ale României.
Moartea în condiții suspecte a ministrului apărării, generalul Vasile Milea, este anunțată în 22 decembrie de către posturile naționale de radio și televiziune. Imediat după acest anunț, o ședință extraordinară a comitetului politic executiv al PCR are loc, sub conducerea lui Ceaușescu, care cu acest prilej anunță că preia comanda armatei.
Ceaușescu mai face o încercare disperată de a se adresa mulțimii adunate în fața sediului CC, dar fără succes. Protestatarii forțează ușile și pătrund în sediul CC, iar soților Ceaușescu nu le rămâne decât opțiunea de a fugi cu un elicopter care îi aștepta pe acoperișul clădirii CC.

##### Procesul și execuția
Soții Ceaușescu au fost condamnați printr-un proces-spectacol ținut în pur stil stalinist cu verdict trasat dinainte de Victor Atanasie Stănculescu și sacii de învelit cadavre aduși dinainte la pedeapsa capitală și confiscarea totală a averii pentru săvârșirea următoarelor infracțiuni:
- Genocid, prevăzut de articolul 357, aliniat 1, literele a-c, Cod Penal;
- Subminarea puterii de stat, prevăzut de articolul 162, aliniat 1, Cod Penal;
- Acte de diversiune, prevăzut de articolul 163 Cod Penal;
- Subminarea economiei naționale, prevăzut de articolul 165, aliniat 2, Cod Penal, toate cu aplicarea articolelor 33-34 și 41, aliniat 2, Cod Penal.

##### Deshumarea
Ceaușescu și soția sa, Elena Ceaușescu, au fost deshumați pe 21 iulie 2010 pentru prelevarea de probe ADN, după 21 de ani, la cererea fiului lor Valentin Ceaușescu și a ginerelui Mircea Oprean (soțul Zoiei Ceaușescu), pentru a stabili dacă ei au fost sau nu înmormântați acolo.
Probele ADN au demonstrat că, într-adevăr, soții Ceaușescu au fost înmormântați la Cimitirul Ghencea din București.

## Ceaușescu în conștiința populară

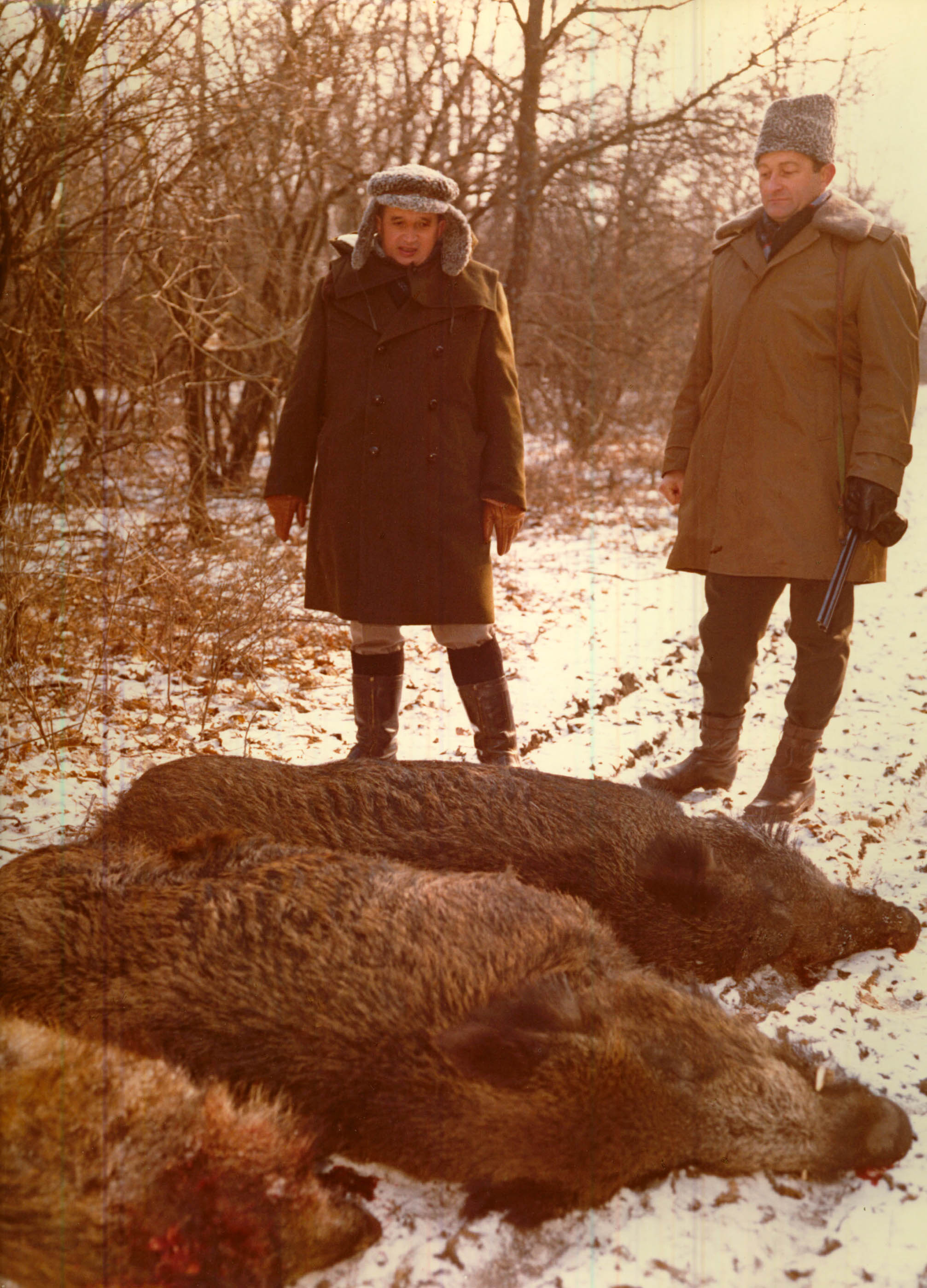
Ceaușescu vânător, 1976

Potrivit unui sondaj CURS realizat în 2009, 31% dintre cei chestionați sunt de părere că în manualul de istorie Ceaușescu ar trebui prezentat ca un om care a făcut României mai mult bine, 13% că a făcut mai mult rău, iar 52% ca un om care a făcut bine și rău în mod egal. Cei mai mulți care consideră că Ceaușescu a făcut mai mult bine sunt persoane de peste 56 de ani.
În emisiunea „Tănase și Dinescu”, Stelian Tănase arătă că, întrebați de ce regretă epoca Ceaușescu, nostalgicii lui Ceaușescu de vârstă înaintată invocă în primul rând faptul că erau tineri. Adrian Cioroianu a afirmat și el același lucru pe 7 august 2011 la postul Realitatea TV: oamenii care au nostalgia lui Ceaușescu au, de fapt, nostalgia propriei tinereți. Tiberiu Conțiu Șoitu, conf. dr. la catedra de Asistență Socială, sociologul constănțean Ionel Alexe din Constanța, istoricul clujean Vasile Lechințan, sociologul bucureștean Lazăr Vlăsceanu exprimă și ei aceeași părere. Alte categorii care regretă epoca Ceaușescu sunt unii favorizați ai regimului de atunci (aceia al căror nivel de trai a scăzut comparativ cu cel din vremea aceea) și unii din cei care au în prezent o situație economică precară sau disperată, arată sociologul constănțean Ionel Alexe din Constanța și sociologul Marius Matichescu. Ultimul arată că nostalgia nu va fi întâlnită niciodată la „un capitalist, un patron de firmă, la cineva care nu are probleme și poate să-i ofere copilului un apartament sau chiar un loc de muncă”. Printre locuitorii din mediul rural, doar 9% consideră că Ceaușescu ar fi făcut României mai mult rău decât bine.
Un studiu al opiniei publice executat de Marsh Copsey and Associates și Biroul de Cercetări Sociale arată că majoritatea românilor spun că regretă epoca Ceaușescu și nu sunt de acord cu faptul că soții Ceaușescu au fost executați. Totuși răsturnarea vechiului regim este considerată a fi fost în folosul țării de 40,3%, față de 35,7% care consideră că a fost în dauna țării și de 24% care au spus că nu știu. Mai mult, 60,2% nu ar prefera ca România să revină la rânduielile din vremea lui Ceaușescu față de 22,3% care ar prefera acest lucru, 17,5% spunând că nu știu sau nu răspund. 
Sondajele s-au făcut numai pe românii aflați pe teritoriul României, deci fără cele 2,1 milioane de români care muncesc în străinătate.

### Neexistența de „conturi secrete” ale lui Ceaușescu

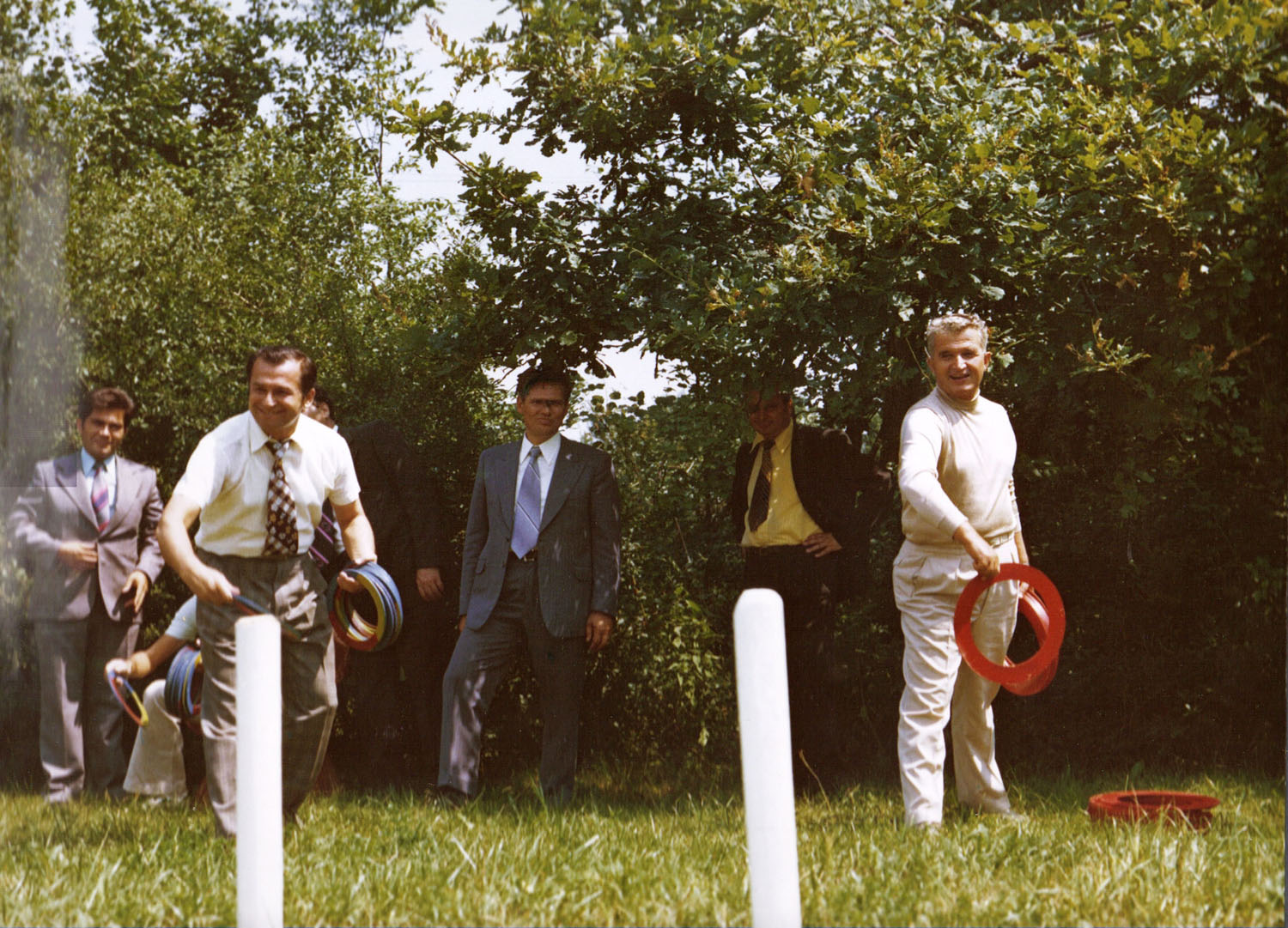
Ceaușescu și Iliescu, jucându-se cu cercurile, 1976

În primele zile ale revoluției din decembrie 1989 s-a vorbit mult despre conturile secrete ale lui Ceaușescu. La procesul din 25 decembrie 1989, membrii Tribunalului Militar Excepțional au pus întrebări legate de acești bani, dar ambii soți Ceaușescu au declarat că nu au nici un dolar pe conturi în bănci străine. Deși acuzația de delapidare a banilor statului român nu a fost inclusă între capetele de acuzare (care erau 4 la număr), totuși, în comunicatul care a fost difuzat de televiziune și radio, și a doua zi de presa scrisă, s-a adăugat un al cincilea punct cu următorul conținut: „Încercarea de a fugi din țară pe baza unor fonduri de peste un miliard de dolari, depuse în bănci străine”. În iulie 2015, România a interzis prin lege „cultul lui Ceaușescu”.
În 1990 un grup de experți canadieni angajați de Guvernul României pentru a da de urma banilor lui Ceaușescu, a propus arestarea lui Dan Voiculescu, dar investigațiile lor au fost oprite în mod nejustificat.
Parlamentul însă a adoptat, în data de 14 octombrie 2008, raportul Comisiei parlamentare de anchetă pentru investigări și clarificări referitoare la conturile lui Ceaușescu, concluzia finală fiind că fostul șef de stat nu a avut conturi sau averi depozitate în străinătate. „În doi ani de activitate, am invitat diferite persoane care au făcut parte din sistemul de stat de atunci, oameni din BCRE, jurnaliști care s-au ocupat de acest subiect. De altfel, tot raportul cuprinde mărturiile acestor persoane. Concluziile sunt bazate pe aceste mărturii. Concluzia comună a tuturor celor audiați a fost că Nicolae Ceaușescu nu a avut conturi în afara țării”, a declarat președintele comisiei de anchetă, senatorul Sabin Cutaș.
Ipoteza existenței unor conturi secrete a fost infirmată inclusiv de gen. Silviu Predoiu, fost șef al Serviciului de Informații Externe care, într-un interviu pentru Radio Europa Liberă, a declarat: "A fost o anchetă extinsă și a fost reflectată și în presă într-o perioadă. În principiu, eu nu sunt de acord neapărat cu ideea de „conturile lui Ceaușescu”. Sunt convins că nu avea o evidență „conturile lui”. Dacă erau ale lui, ar fi avut o evidență. Nu-mi aduc aminte să fi fost găsite în cabinetul lui... Unde putea să țină o evidență a conturilor Ceaușescu? Pentru că n-a apucat să-și adune nimic de acolo. Nu cred neapărat că avea conturi. Erau niște conturi, aflate la dispoziția unor unități operative, pentru o serie de activități. Să nu uităm că era perioada când s-au plătit datoriile externe și s-au făcut o serie de contracte spectaculoase la timpul respectiv. Nu știu nimic despre soarta lor. S-au făcut niște anchete în serviciu. Una foarte profundă, cred că la nivelul anilor 2000, care s-a terminat cu niște rapoarte trimise către Parchet la momentul respectiv.” Mitul conturilor lui Ceaușescu i-a fost atribuit, fără dovezi, lui Dan Voiculescu.

### Altele

#### Familia

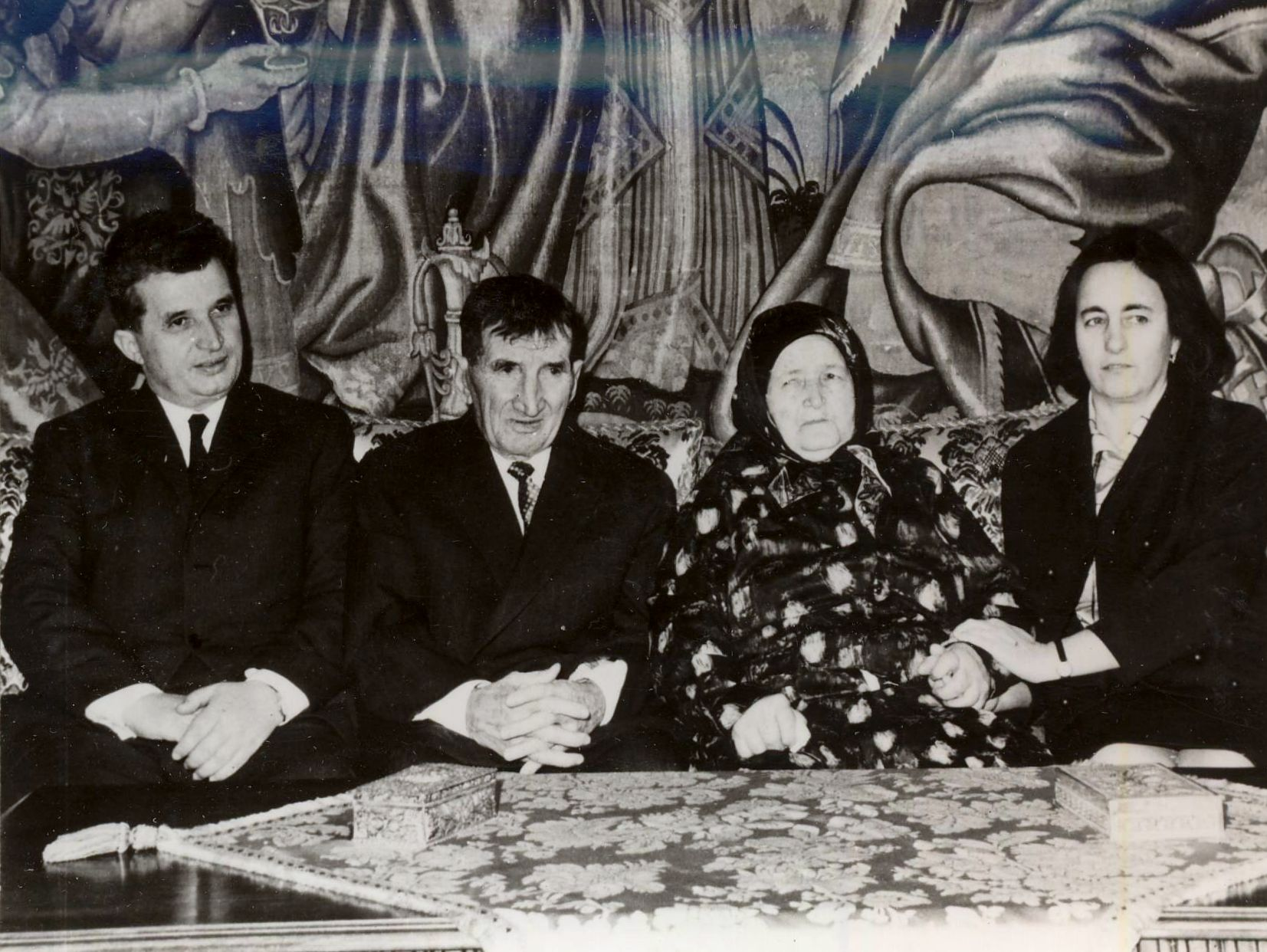
Nicolae Ceaușescu cu soția și părinții, 1968

Ceaușescu a avut 3 copii: un fiu, Valentin Ceaușescu (n. 1947), specialist în fizică și care nu a deținut funcții politice, o fiică, Zoia Ceaușescu, matematician (1949–2006) și un fiu mai tânăr, Nicu Ceaușescu (1951–1996), care s-a implicat direct în politică. Însă singurul nepot de sânge al lui Ceaușescu avea să se afle abia după aproximativ 20 de ani, acesta fiind fiul lui Valentin Ceaușescu, născut în 1981.

#### Venituri legale
Salariul oficial al lui Ceaușescu era de 18.000 lei (aproximativ 1.200 dolari la cursul oficial de schimb din 1989, având o medie de 14,92 lei, echivalent al salariului mediu din SUA în acea perioadă). Au existat zvonuri că deținea conturi secrete în străinătate, dar urma acestora nu a putut fi descoperită. Există în schimb dovezi că luxul în care trăia Ceaușescu era finanțat din bani publici.

#### Garda personală

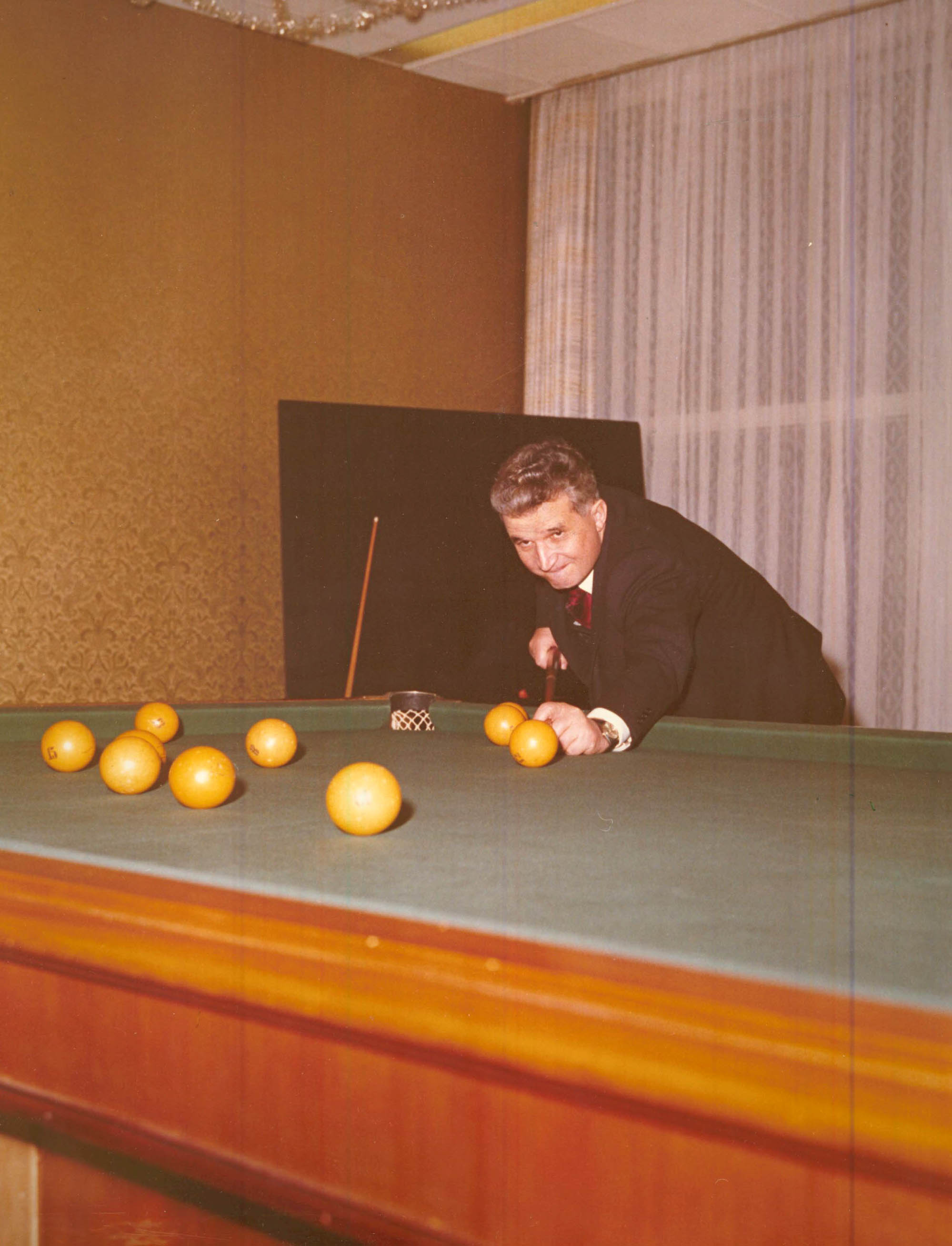
Ceaușescu jucând biliard, 1976

Garda personală a lui Ceaușescu consta din 40 de membri, responsabili pentru protecția întregii sale familii, precum și a locuințelor acestora. Șeful gărzii, colonelul Dumitru Burlan, afirmă că întreaga gardă era dotată cu numai două arme automate (dotare insuficientă pentru o apărare serioasă). Colonelul Burlan susține că Ceaușescu se credea iubit de popor și nu simțea nevoia protecției. De fapt pe Ceaușescu îl apăra tot regimul său și întreaga Securitate și nu avea nevoie de o gardă de corp prea puternică. Departamentul Securității Statului a avut 8.474 de oameni, iar Trupele de Securitate, comandate de generalul Ghiță, erau de aproximativ 15.000.

### Preferințe
Într-un articol recent, se afirmă că Ceaușescu ar fi fost implicat în închisoare într-un caz de homosexualitate, care s-ar fi consumat între el și un alt deținut numit Marcovici. Cazul a fost prelucrat de Chivu Stoica, care a acționat la indicațiile lui Gheorghe Gheorghiu-Dej în sensul prevenirii unor întâmplări similare.
Suzana Andreias, șefa personalului la reședința de la Snagov a familiei Ceaușescu timp de aproape trei decenii, a declarat: „Erau foarte apropiați, se țineau de mână. Ceaușescu nu ieșea din cuvântul ei, dar și tovarășa se interesa mult de el, dacă a mâncat, dacă are tot ce-i trebuie, dacă e mulțumit. Luau masa în curte și se simțeau bine împreună. Lui îi plăcea mult muzica Ioanei Radu și a Miei Braia și, după ce mâncau, el cânta, jucau table și ea îl mai fura. Zicea tovarășul: «Iar m-ai furat, nu mai joc.» «Hai, Nicule, că nu te mai fur...» Și uite-așa se distrau ei în familie” . Lui Ceaușescu îi plăceau șahul, biliardul și voleiul. După versurile pe care le recita pe la congrese, se pare că citea literatura română, și în primul rând poezia lui Eminescu. Nu era pretențios la mâncare și avea gusturi rustice. Filmele le-a descoperit pe la 35 de ani. Era mare fan Kojak și se uita cu plăcere la filme polițiste americane. Toate reședințele lui erau dotate cu o sală specială de proiecție. După 1955, s-a apucat de vânătoare, mai întâi invitat de șefii locali de partid, pe care îi controla la vremea aceea în calitatea lui de membru al Biroului Politic al CC. Din 1968, cuvântările sale au început să fie tipărite. S-a ajuns la Ceaușescu în 33 de volume. În ultimii 10 ani din viață, a suferit de diabet. Odată cu înaintarea în vârstă, a devenit tot mai fricos. Din 1972, nu mai purta niciun articol de îmbrăcăminte mai mult de o zi. Direcția a V-a a Securității a înființat ateliere de croitorie care produceau numai pentru el: îmbrăcăminte de birou, șepci Lenin, jachete Mao, paltoane de stofă englezească, hanorace vătuite, în stil sovietic, costume de vânătoare în stil german. Era pedant și obsedat de punctualitate. În fiecare dimineață, la 8 fix, coloana de mașini îl ducea la birou. Lua masa de prânz la ora 13 fix. Folosea gel de duș Badedas și se rădea cu Gillette. Îi plăceau Galbena de Odobești și șampania roze.
„A fost vorba de dereglare psihică în cazul lui Nicolae Ceaușescu. Mulți întreabă dacă răposatul a fost paranoic și eu, de regulă, le răspund - și aceasta este opinia mea personală - că n-a fost paranoic, ci psihopat paranoic. Diferența este de grad, ambii au un sistem ideativ rigid, cred foarte tare că ceea ce este în capul lor este și adevărat, diferența între un paranoic și un psihopat paranoic este gradul de desprindere de realitate. De pildă, paranoicul o să îți spună că el comunică cu extratereștrii și că dușmanii pun otravă în lampa din plafon și îți dai seama repede că este prea de tot, în timp ce un psihopat paranoic te va convinge până la un anumit punct, pentru că el pare coerent. La o primă analiză, parcă nu este chiar nebun de tot. Paranoizii sunt printre noi și sunt în funcții foarte înalte, peste tot în lume. Paranoid au fost și Hitler, și Stalin”, a fost descrierea făcută de psihologul Holdevici Irina fostului dictator la emisiunea „Profesioniștii” de pe TVR.”—Cristian Andrei, Holdevici: „Am fost un amărât de agent. N-am fost niciodată împotriva unui regim”. Lista celor turnați: Ion Vulcănescu, Gregorian Bivolaru, Vladimir Gheorghiu, puterea.ro, 22 februarie 2011

## Distincții
Nicolae Ceaușescu a primit mai multe medalii și decorații printre care:
- Ordinul „Steaua Republicii Populare Române” clasa a III-a (1948)
- Ordinul Muncii clasa a III-a (1949)
- Ordinul „Apărarea Patriei” clasa a II-a (1949)
- Medalia „A cincea aniversare a Republicii Populare Române” (24 decembrie 1952) „pentru lupta și munca duse în vederea făuririi, consolidării și prosperării Republicii Populare Române”[142]
- Ordinul „Steaua Republicii Populare Române” clasa I (1958)
- Ordinul „23 August” clasa I (12 august 1959) „pentru îndelungată activitate în mișcarea muncitorească, pentru contribuția activă la răsturnarea dictaturii militaro-fasciste și instaurarea regimului democrat-popular, pentru merite deosebite în opera de construire a socialismului”[143]
- Medalia „40 de ani de la înființarea Partidului Comunist din Romînia” (6 mai 1961) „pentru activitate îndelungată în mișcarea muncitorească și merite în opera de construire a socialismului”[144]
- titlul de Erou al Muncii Socialiste din Republica Populară Romînă și medalia de aur „Secera și Ciocanul” (18 august 1964) „pentru activitate îndelungată în mișcarea muncitorească și merite deosebite în făurirea statului democrat-popular și construirea socialismului”[145]
- Medalia „A XX-a Aniversare a Eliberării Patriei” (18 august 1964) „pentru merite deosebite în opera de construire a socialismului, cu prilejul celei de a XX-a aniversări a eliberării patriei”[146]
- Medalia jubiliară „A XX-a Aniversare a Zilei Forțelor Armate ale Republicii Populare Romîne” (21 octombrie 1964) „pentru merite deosebite în făurirea și întărirea Forțelor Armate ale Republicii Populare Romîne, cu prilejul celei de a XX-a aniversări a Zilei Forțelor Armate”[147]
- Ordinul Muncii clasa I (1966)
- Ordinul „Apărarea Patriei” clasa I (1966)
- Ordinul „Tudor Vladimirescu” clasa I (30 aprilie 1966) „cu prilejul celei de-a 45-a aniversări de la înființarea Partidului Comunist din România, pentru îndelungată activitate în mișcarea muncitorească și merite deosebite în opera de construire a socialismului”[148]
- Medalia „A XXV-a Aniversare a Eliberării Patriei” (4 august 1969) „pentru merite deosebite în lupta împotriva fascismului, în eliberarea țării, în războiul antihitlerist, în instaurarea puterii democrat-populare și construirea socialismului în Republica Socialistă România, cu prilejul celei de-a XXV-a aniversări a eliberării patriei”[149]
- Medalia „A 50-a aniversare a Partidului Comunist Român” (20 aprilie 1971) „pentru activitate îndelungată în mișcarea muncitorească și merite deosebite în întărirea Partidului Comunist Român și în opera de construire a socialismului, cu prilejul aniversării a 50 de ani de la constituirea Partidului Comunist Român”[150]
- titlul de Erou al Republicii Socialiste România și Ordinul „Victoria Socialismului” (6 mai 1971) „pentru activitate îndelungată în mișcarea revoluționară și aportul deosebit în eliberarea țării și edificarea orînduirii socialiste, pentru înalta contribuție pe care o aduce în fruntea partidului și a statului, la cauza victoriei socialismului și a păcii, la elaborarea și înfăptuirea politicii interne și externe, la dezvoltarea prieteniei trainice cu toate țările socialiste și a colaborării internaționale cu toate popoarele lumii, cu prilejul celei de-a 50-a aniversări a Partidului Comunist Român”[151]
- Marea Cruce a Ordinului de Merit al Republicii Federale a Germaniei (17 mai 1971)
- Medalia „25 de ani de la proclamarea Republicii” (26 decembrie 1972) „pentru merite deosebite în opera de construire a socialismului, cu prilejul aniversării a 25 de ani de la proclamarea Republicii”[152]
- titlul de onoare suprem „Erou al Republicii Socialiste România” și Ordinul „Victoria Socialismului” (25 ianuarie 1978) „pentru merite excepționale în activitatea revoluționară consacrată eliberării sociale și naționale a poporului român, instaurării și consolidării puterii politice a clasei muncitoare, dezvoltării patriei pe calea socialistă, pentru contribuția hotărîtoare adusă, în fruntea partidului și statului, la elaborarea și înfăptuirea programului de edificare a societății socialiste multilateral dezvoltate și înaintare a României spre comunism, pentru munca neobosită și înaltul spirit de dăruire, puse în slujba progresului și prosperității țării, bunăstării și fericirii întregului popor, pentru rolul esențial în elaborarea și înfăptuirea politicii externe a partidului și statului, consacrată apărării suveranității și independenței naționale, afirmării României în viața internațională, dezvoltării și întăririi relațiilor sale cu țările socialiste, cu celelalte state ale lumii, soluționării problemelor complexe ale vieții internaționale, întăririi unității mișcării comuniste și muncitorești, a tuturor forțelor progresiste, triumfului cauzei păcii, prieteniei și colaborării între popoare, pentru întreaga activitate creatoare de inestimabilă valoare care a îmbogățit tezaurul socialismului științific, al teoriei și practicii revoluționare contemporane, exprimînd sentimentele de înaltă prețuire, stimă și recunoștință ale întregului popor, cu prilejul celei de-a 60-a aniversări a zilei de naștere și împlinirii a peste 45 de ani de activitate revoluționară”[153]
- Ordinul „Lenin” (1978)
- titlul de onoare suprem „Erou al Republicii Socialiste România” (8 mai 1981) „pentru activitate îndelungată și merite excepționale în mișcarea revoluționară consacrată înfăptuirii mărețelor idealuri de libertate și dreptate socială ale poporului român, pentru rolul hotărîtor în elaborarea și înfăptuirea grandiosului Program al partidului de făurire a societății socialiste multilateral dezvoltate și înaintare a României spre comunism, pentru contribuția esențială adusă la întărirea prieteniei și colaborării cu țările socialiste, cu toate statele lumii, pentru pace și destindere internațională, pentru contribuția fundamentală adusă la îmbogățirea cu noi concepții și idei a teoriei socialismului științific, la elaborarea de noi căi și soluții de dezvoltare socialistă a țării, exprimînd admirația și recunoștința întregului nostru popor, fără deosebire de naționalitate, pentru întreaga și rodnica activitate consacrată triumfului socialismului și progresului necontenit al patriei, cu prilejul aniversării a 60 de ani de la făurirea Partidului Comunist Român”[154]
- Medalia comemorativă „A 40-a aniversare a revoluției de eliberare socială și națională, antifascistă și antiimperialistă” (20 august 1984) „pentru îndelungata și strălucita activitate revoluționară și contribuția deosebită adusă la victoria revoluției socialiste, la înfăptuirea idealurilor de libertate, dreptate și independență ale întregului popor, pentru aportul hotărîtor, în fruntea partidului și statului, la elaborarea și înfăptuirea Programului de construire a societății socialiste multilateral dezvoltate și înaintarea României spre comunism, la ridicarea întregului popor pe trepte tot mai înalte de civilizație materială și spirituală, pentru rolul determinant în elaborarea și realizarea politicii externe a partidului și statului nostru și pentru contribuția neobosită adusă la promovarea cauzei păcii, înțelegerii și colaborării între popoare, la făurirea unei lumi mai bune și mai drepte pe planeta noastră, cu prilejul împlinirii a 40 de ani de la înfăptuirea actului revoluționar de la 23 August 1944”[155]
- Medalia jubiliară „25 de ani de la încheierea cooperativizării agriculturii în Republica Socialistă România” (15 iunie 1987) „pentru contribuția hotărîtoare teoretică și practică adusă la realizarea cooperativizării agriculturii, la făurirea unei agriculturi intensive, moderne, de înaltă productivitate, la elaborarea și înfăptuirea conceptului noii revoluții agrare în România, pentru aportul determinant în sporirea rolului agriculturii, ca ramură de bază a economiei, la creșterea avuției naționale, a nivelului de trai material și spiritual al întregului popor, dînd expresie stimei și recunoștinței lucrătorilor din agricultură, tuturor oamenilor muncii din patria noastră, pentru rolul fundamental în elaborarea liniilor directoare ale politicii partidului și statului de dezvoltare economico-socială a României, soluționarea problemelor complexe ale construirii noii societăți și edificarea unei patrii înfloritoare, libere și demne”[156]
- titlul de onoare suprem „Erou al Republicii Socialiste România”, Ordinul „Victoria Socialismului” și Medalia Jubiliară (25 ianuarie 1988) „pentru îndelungata și eroica activitate revoluționară, patriotismul înflăcărat, dîrzenia, demnitatea și curajul în lupta pentru apărarea intereselor clasei muncitoare, a libertății, independenței și suveranității patriei, pentru dreptate socială și națională, bunăstarea și progresul poporului român, pentru rolul hotărîtor în elaborarea strategiei generale de dezvoltare economico-socială a patriei, pentru contribuția determinantă la creșterea și modernizarea forțelor de producție, a industriei, agriculturii, a tuturor ramurilor economiei naționale, la afirmarea tot mai puternică a revoluției tehnico-științifice și a noii revoluții agrare, la sporirea rolului științei, învățământului și culturii, la ridicarea continuă a nivelului material și spiritual al întregului popor, la făurirea societății socialiste multilateral dezvoltate și înaintarea spre comunism, pentru rodnica și intensa activitate consacrată întăririi rolului conducător al Partidului Comunist Român, centru vital al națiunii în întreaga operă de construcție socialistă din patria noastră, perfecționării neîntrerupte a funcțiilor statului, dezvoltării democrației muncitorești, revoluționare și creării unui cadru larg democratic, care asigură participarea nemijlocită a oamenilor muncii la conducerea tuturor domeniilor vieții economice și sociale, a întregii societăți, pentru contribuția determinantă adusă la dezvoltarea gîndirii și practicii revoluționare în țara noastră, la fundamentarea și stabilirea direcțiilor, obiectivelor și orientărilor privind dezvoltarea în perspectivă a societății românești, la îmbogățirea cu noi teze, concepte și idei originale, de o inestimabilă valoare, a patrimoniului socialismului științific, a cunoașterii universale, pentru strălucita și neobosita activitate desfășurată pe plan internațional, pentru valoroasele inițiative și acțiunile deosebite consacrate apărării păcii, înfăptuirii dezarmării nucleare și convenționale, soluționării, pe calea tratativelor, a problemelor complexe ale lumii contemporane, lichidării subdezvoltării și instaurării noii ordini economice mondiale, pentru contribuția esențială adusă la întărirea prieteniei și colaborării României cu țările socialiste, cu țările în curs de dezvoltare, cu toate statele lumii, fără deosebire de orînduire socială, pentru aportul hotărâtor la fundamentarea și orientarea întregii politici externe a partidului și statului, la creșterea continuă a prestigiului României în lume, exprimînd sentimentele de nețărmurită dragoste și aleasă stimă, de înaltă considerație, pentru întreaga activitate pusă în slujba intereselor supreme ale națiunii, ale progresului și prosperității patriei, în semn de profund omagiu, înaltă cinstire și recunoștință ale întregului partid și popor, cu prilejul celei de-a 70-a aniversări a zilei de naștere și a peste 55 de ani de neîntreruptă și eroică activitate revoluționară, patriotică”[157]
- Ordinul Karl Marx (1988)[158]

A fost singurul român care a avut onoarea să se plimbe cu trăsura reginei Elisabeta a II-a.

## Imagini

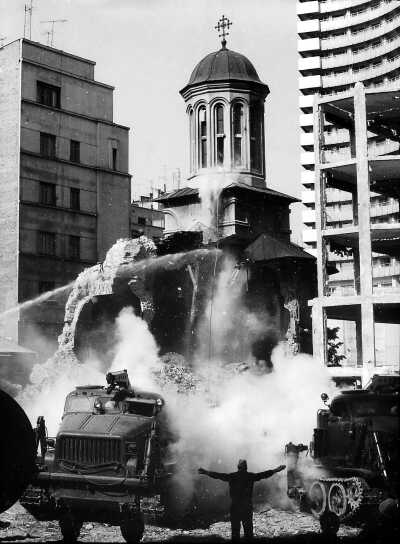
Demolarea (în locul restaurării) Bisericii Enei (sec. XVIII) în urma avariilor cauzate de cutremurul din 1977
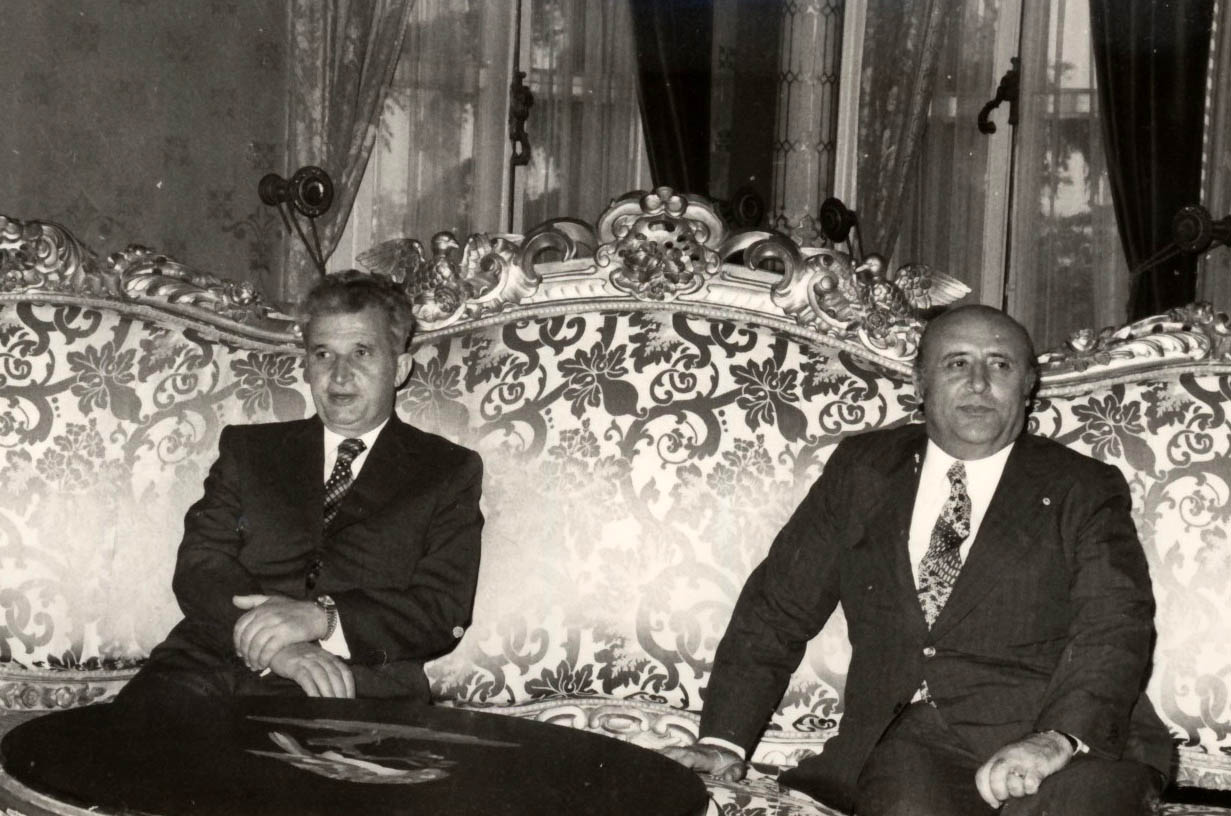
Nicolae Ceaușescu și Süleyman Demirel